# Benjamin Netanyahu
Benjamin (Bibi) Netanyahu (Hebreeuws: בנימין נתניהו) (Tel Aviv, 21 oktober 1949) is een Israëlisch politicus. Hij is sinds 29 december 2022 premier van Israël en was dat al eerder in 1996-1999 en 2009-2021. Hij is de eerste premier die geboren is in Israël na de Onafhankelijkheidsverklaring van 14 mei 1948. Netanyahu is op economisch vlak neoliberaal en staat bekend als uitgesproken rechts en als tegenstander van een Palestijnse staat.
Sinds 1988 is Netanyahu als politicus actief. Daarvoor diende hij bij een speciale eenheid van het leger en was vervolgens consultant en ambassadeur. Als afgestudeerd politicoloog heeft hij diverse boeken over terrorismebestrijding op zijn naam staan. Voordat hij in 1988 toetrad tot de Knesset, het parlement van Israël, was hij de Israëlische ambassadeur bij de Verenigde Naties. Hij maakte na zijn entree in het parlement snel carrière binnen de conservatief-liberale partij Likoed en werd in 1993 voor het eerst partijleider.
Drie jaar later boekte hij zijn eerste verkiezingszege, een nipte overwinning op Shimon Peres. Het leidde tot Netanyahu's eerste regering waarin behalve zijn eigen partij ook ultraorthodoxe en modern-orthodoxe partijen zitting hadden, evenals een kleine afscheiding van de Arbeidspartij en een partij die later in Likoed opging. Toen Netanyahu in 1999 een grote verkiezingsnederlaag leed, leek zijn politieke carrière even voorbij. Toch keerde hij al snel weer terug op het politieke toneel, en in 2005 werd hij opnieuw leider van Likoed, nadat zijn opvolger Ariel Sharon vertrok.
Van 2009 tot 2021 was Netanyahu onafgebroken premier van Israël. Daarbij gaf hij steeds leiding aan wisselende coalities. In 2009 werd Likoed bij de verkiezingen niet de grootste partij, maar kreeg Netanyahu na forse zetelwinst wel de formatieopdracht. Hij wist een coalitie te smeden waaraan Likoed, Yisrael Beiteinu, de Arbeidspartij, Shas en Het Joodse Huis deelnamen, een mengvorm van linkse en hoofdzakelijk (religieus-)rechtse partijen. Van 2013 tot 2015 leidde hij een centrumrechtse coalitie bestaande uit Likoed, Yisrael Beiteinu (die vormde bij de parlementsverkiezingen van januari 2013 één lijst met Likoed), Yesh Atid, Het Joodse Huis en Hatnuah. In 2015 vormde hij een rechts-religieuze coalitie bestaande uit Likoed, Kulanu, Het Joodse Huis, Shas en Verenigd Thora-Jodendom. Na de verkiezingen in 2020 bracht Netanyahu een regering samen door de handen ineen te slaan met zijn rivaal Benny Gantz. Deze coalitie kwam eind 2020 ten val, waarna nieuwe verkiezingen volgden in het voorjaar van 2021. Het lukte hem niet een regering te vormen en zo kwam in juni van dat jaar een eind aan Israëls langste premierschap tot dan toe.
Maar een jaar later kwam hij terug: op 29 december 2022 werd het 6e kabinet-Netanyahu in de Knesset beëdigd. Het steunt op de partijen Likoed, Shas, Verenigd Thora-Jodendom, Religieus-Zionistische Partij, Otsma Jehudit en Noam.
Gelijktijdig met zijn premierschap bekleedde Netanyahu ook tal van ministerposten. Zo was hij minister van Diplomatieke en Diasporazaken, minister van Buitenlandse Zaken, Communicatie, Volksgezondheid (tot september 2015), Regionale Samenwerking (tot december 2016), Economie en Industrie (waarnemend, tot augustus 2016), Binnenlandse Zaken (waarnemend, tot januari 2016), en vanaf 14 november 2018 ook minister van Defensie.
Zijn relatie met president Reuven Rivlin (juli 2014-juli 2021) was moeizaam ten aanzien van onderwerpen over rechten en vrede tussen de verschillende bevolkingsgroepen in Israël. Al sinds mei 2014 probeerde Netanyahu om bij wet vast te leggen dat Israël een staat is voor alleen Joden. 
Voordat uiteindelijk in 2018 de beoogde basiswet in de Knesset zou worden aangenomen, sprak Rivlin zich op 10 juli 2018 uit voor een amendement op deze polariserende natiestaat-wet, die overal grote opschudding veroorzaakte. Met een kleine meerderheid werd de wet op 19 juli 2018 in de Knesset aangenomen.
In september 2018 zei Rivlin dat controversiële wetgeving deel uitmaakt van een globale trend van diepgaande polarisatie en monddood maken van wat daar van afwijkt, "De Nationstate-law is bad for Israel an bad for the Jews"
Netanyahu's politieke carrière kenmerkt zich door controversiële daden en beweringen, binnen en buiten Israël. Tevens is hij verwikkeld in een aantal strafzaken en aanklachten tegen hem.
In november 2024 vaardigde het Internationaal Strafhof in Den Haag een arrestatiebevel uit tegen de Israëlische premier Benjamin Netanyahu vanwege oorlogsmisdaden en misdaden tegen de menselijkheid [...] in de Gaza-oorlog. Daarbij kwam aan het licht dat aanklagers van het ICC al jarenlang door Israël bespioneerd en bedreigd worden, met medeweten/in opdracht van Netanyahu.

## Achtergrond
Netanyahu werd geboren als zoon van Tzila Segal (28 augustus 1912; overleden op 31 januari 2000) en Benzion Netanyahu (geboren als Benzion Mileikowsky op 25 maart 1910; overleden op 30 april 2012). Zijn grootvader van vaderszijde, rabbi Mileikowsky, emigreerde in 1920 van wat nu Polen is naar het Britse mandaatgebied Palestina en veranderde de familienaam in Netanyahu.
Benjamin, de middelste van drie kinderen, bezocht de Henrietta Szold-basisschool in Jeruzalem en verbleef met ouders en broers twee perioden (1956-1958 en 1963-1967) in de VS onder andere omdat zijn vader Israël te links vond worden. Zij woonden daar in Cheltenham Township in Pennsylvania. Daar doorliep hij met succes de Cheltenham Highschool, waar hij onder meer actief was in een debatclub. Netanyahu spreekt dan ook vloeiend Engels.
Zijn vader was hoogleraar in de Joodse geschiedenis aan de Hebreeuwse Universiteit van Jeruzalem in Jeruzalem (M.A. in 1933), professor emeritus aan de Cornell-universiteit in Ithaca in de Amerikaanse staat New York en redacteur van de Encyclopedia Hebraïca. Zijn boek, Het begin van de Inquisitie in het Spanje van de 15e eeuw, dat zijn zoon in 2014 aan Paus Franciscus ten geschenke gaf, kreeg allengs meer erkenning. In het boek stelt hij dat tot het katholieke geloof overgegane joden, Marranos, ondanks hun bekering toch te maken kregen met racistische bejegening en discriminatie van de kant van de Spanjaarden.
Verder was zijn vader adviseur van Ze'ev Jabotinski. Hij bekritiseerde zijn zoon Benjamin scherp toen het erop leek dat deze tot een vrede met de Palestijnen zou komen (Oslo-akkoorden). Vader Netanyahu was ervan overtuigd dat de Joden altijd zouden moeten vechten voor hun bestaan en voor het land Israël en dat de Arabieren niet te vertrouwen waren. Hij was voorstander van de Groot-Israëlgedachte en sterk gekant tegen Resolutie 181 van de Algemene Vergadering van de Verenigde Naties van 1947. Zijn vader, overleden in 2012, was van grote invloed op zijn zoon Benjamin. Eigenlijk was zijn eerste zoon Yoni zijn favoriet en moest Benjamin zich altijd bewijzen.
Benjamin Netanyahu studeerde architectuur (BS) aan het Massachusetts Institute of Technology (MIT) tot 1975 en management (MS) aan de MIT Sloan School of Management tot 1977. Ten slotte studeerde hij politieke wetenschappen aan Harvard. Hij werkte bij het consultancybureau Boston Consulting Group.
Zijn broer Yoni Netanyahu werd doodgeschoten in Oeganda in de nacht van 3 op 4 juli 1976 tijdens Operatie Entebbe, een bevrijdingsactie van het Israëlische leger om gijzelaars te bevrijden op Entebbe International Airport. Net als Yoni en zijn andere broer Iddo diende Benjamin Netanyahu van 1967 tot 1972 als officier in het Matkal-commando van het Israëlische defensieleger. Ehud Barak, die het tot opperbevelhebber schopte en later zijn politiek rivaal werd, was zijn commandant. Netanyahu maakte deel uit van het commando dat de kaping van Sabena-vlucht 571 beëindigde en raakte hierbij gewond. Zelf moest hij zijn studie onderbreken om met genoemd commando in de Jom Kipoeroorlog zijn land te verdedigen.
Inmiddels had hij het plan opgevat in de politiek te gaan. Hij nam lessen spreken in het openbaar bij Lilyan Wilder, die ook Oprah Winfrey en George W. Bush onder haar leerlingen heeft gehad. Hij trad in Amerikaanse talkshows op als terrorisme-expert. President Ronald Reagan was enthousiast over zijn boek Terrorism, How the West Can Win.
Nadat hij van 1982 tot 1984 plaatsvervangend zaakgelastigde was geweest van de Israëlische ambassade in Washington was hij van 1984 tot 1988 Israëls ambassadeur bij de Verenigde Naties in New York. In 1988 werd hij verkozen tot parlementslid.

## Kabinet Shamir
Onder premier Yitzhak Shamir diende hij van 1988 tot 1992, onder andere als onderminister van Buitenlandse Zaken. In deze hoedanigheid sprak hij op 6 september 1991 met een delegatie van de (Tweedekamer-) Commissie van Buitenlandse Zaken van Nederland (die van 31 augustus tot en met 7 september een werkbezoek bracht aan Syrië, Jordanië en Israël). Bij deze gelegenheid zei hij dat een Palestijnse staat niet aan de orde was. Wat betreft de door Israël aan de VS gevraagde bankgarantie van 10 miljard dollar meende hij dat er een "humanitaire verantwoordelijkheid van de gehele wereld in het geding was" en dat als men wilde helpen "er geen politieke voorwaarden aan verbonden moesten worden of druk op Israël moest worden uitgeoefend." Over de Israëlische weigering het nederzettingenbeleid te bevriezen zei hij dat met zo'n bevriezing bij de vredesconferentie (van Madrid) "een atmosfeer zou worden geschapen van meer concessies door Israël." Ten slotte zei hij dat "het hoog tijd werd dat de Verenigde Naties een andere houding tegenover Israël ging aannemen."
Na het verlies van Likoed bij de parlementsverkiezingen in 1992 trad Shamir af. In 1993 werden voor het eerste interne verkiezingen gehouden, die door Netanyahu werden gewonnen. Zijn belangrijkste tegenstanders waren Benny Begin, de zoon van oud-premier Menachem Begin, en de oudgediende David Levy (Ariel Sharon wilde in eerste instantie ook meedoen aan de interne verkiezingen, maar trad terug na te weinig steun).

## Oppositieleider (1992-1996)
Vanaf 1992 voerde hij als leider van Likoed de oppositie aan tegen de politiek van premier Jitschak Rabin en Shimon Peres. In deze periode viel de moord op premier Rabin op 4 november 1995 door de joodse extremist Yigal Amir. Deze moord leidde tot een felle woordenstrijd tussen Peres en Netanyahu. Weduwe Lea Rabin verweet laatstgenoemde medeverantwoordelijk te zijn voor de moord op haar man. Hij zou niet voldoende zijn opgetreden tegen aanhangers die Rabin als een verrader afschilderden. Haar opmerking dreunde in heel het land na. Maar Peres en Netanyahu sloten uiteindelijk vrede.

## Premierschap 1996-1999 (kabinet-Netanyahu I)

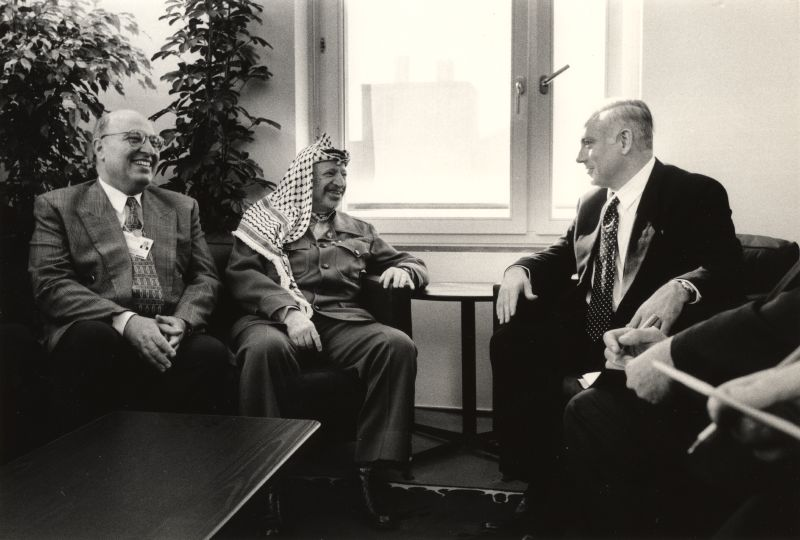
Netanyahu met Yasser Arafat en Nabil Shaath tijdens het World Economic Forum in Davos in 1997

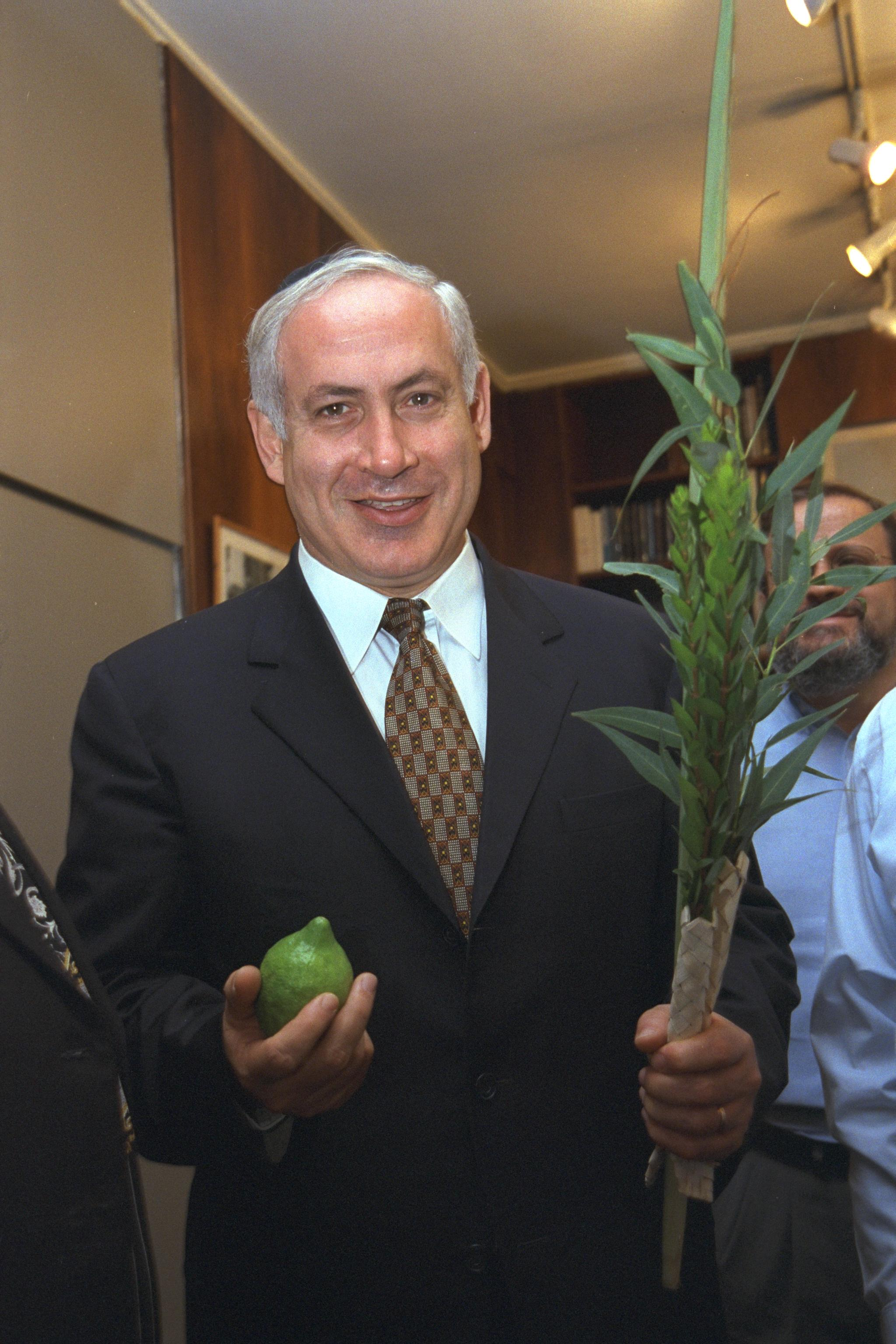
Netanyahu tijdens Soekot (14 oktober 1997)

Nadat hij de leiding over Likoed overnam van Yitzhak Shamir en vanaf 1992 oppositie voerde, won hij de eerste persoonlijke premiersverkiezingen in Israël op 18 juni 1996. Hij had zich laten adviseren door de Amerikaanse politiek adviseur Arthur Finkelstein. Netanyahu werd als opvolger van Shimon Peres de negende premier van Israël.
In 1996 kreeg hij een rapport aangeboden, gemaakt door een studiegroep van (prominente) Amerikaanse neoconservatieven onder leiding van Richard Perle, die toen nog verbonden was aan het American Enterprise Institute. Het rapport bevatte beleidsaanbevelingen voor de regering-Netanyahu over de door Israël (het 'koninkrijk') te voeren strategie ten aanzien van het vredesproces, de door Israël bezette gebieden en Syrië, de Palestijnen en het Arabisch-Israëlisch conflict en Saddam Hoessein.
Onder zijn premierschap verliep het vredesproces moeizaam. Het aantal aanslagen door Hamas nam toe en in Zuid-Libanon voerde de Hezbollah aanvallen uit op de Israëlische bezettingsmacht. In 1998 sloten Netanyahu en Yasser Arafat het Wye River Memorandum, een akkoord dat onder meer behelsde dat de Palestijnse Bevrijdingsorganisatie (PLO) haar Handvest zou wijzigen waar het de vernietiging van de Joodse staat betrof. Verder werden er ook afspraken gemaakt over samenwerking tussen Israël en de Palestijnse Autoriteit op het gebied van terrorismebestrijding. Israël moest volgens dit akkoord 13% van het door haar bezette gebied overdragen aan de Palestijnen.
Na een persoonlijke verkiezingsnederlaag in 1999 werd hij in 6 juli 1999 opgevolgd door Ehud Barak. Netanyahu trad direct af als leider van Likoed en als lid van de Knesset.

## Politieke activiteiten 1999-2009
In 2001 weigerde Netanyahu terug te keren naar de nationale politiek, tenzij er nieuwe verkiezingen zouden worden gehouden. Hierdoor kwam de weg vrij voor Ariel Sharon om de partij te leiden, en werd hij uiteindelijk de winnaar van de verkiezingen en de nieuwe premier. Netanyahu werd in 2001 gefilmd terwijl hij zich laatdunkend uitliet over de Verenigde Staten en de Palestijnen. Tevens vertelde hij in de video dat hij verantwoordelijk was voor het falen van de Oslo-akkoorden. Deze video werd later gelekt naar de Israëlische krant Haaretz.
In 2002 verliet de Arbeidspartij de coalitie en kwam de ministerpost van Buitenlandse Zaken vrij. Premier Sharon benoemde Netanyahu als de nieuwe minister van Buitenlandse Zaken. Deze probeerde bij een interne verkiezing de nieuwe leider te worden van de partij, maar verloor van Sharon, die als partijleider herkozen werd.
Na de verkiezingen in 2003 werd Netanyahu minister van Financiën, wederom onder Sharon als premier. Hij weigerde een concept over een Palestijnse staat te steunen, ondanks het feit dat hij in 2001 daarover had gezegd het in beraad te willen nemen. Als minister van Financiën stelde Netanyahu een economisch plan op om de economie van Israël te herstellen na het dieptepunt gedurende de Tweede Intifada. Het plan hield in dat de markten geliberaliseerd werden, ondanks kritiek daarop. Hij slaagde erin om lange-termijn-plannen door te voeren, waaronder belangrijke hervormingen in het bankensysteem, wat leidde tot een significante toename van het BBP. Binnen de Arbeidspartij (en Likoed) was er kritiek op de plannen van Netanyahu als zijnde "Thatcher-achtige aanvallen op het sociale stelsel van het land".
Op 4 februari 2004 publiceerde Sharon een plan dat grotendeels de terugtrekking van Israël uit de Gazastrook beoogde. De ongeveer 7500 Israëliërs in Israëlische nederzettingen op de Gazastrook moesten verplicht vertrekken. Bij dit plan hoorde tevens het opgeven van vier nederzettingen op de Westelijke Jordaanoever, maar tegelijkertijd óók de annexatie en uitbreiding van zes nederzettingen en de verdere bouw van de Westoeverbarrière. De Amerikaanse president George W. Bush steunde het plan. Netanyahu echter niet en dreigde af te treden tenzij er een referendum werd georganiseerd over deze terugtrekking. Uiteindelijk zwakte hij zijn ultimatum af. Op 7 augustus 2005 diende hij zijn ontslag in als minister van Financiën, nadat de regering had besloten de Israëlische nederzettingen in de Gazastrook en vier nederzettingen op de Westelijke Jordaanoever te ontruimen.
Eind 2005 stapte Sharon uit de partij en richtte Kadima op. Op 20 december 2005 werd Netanyahu met 47% van de stemmen gekozen als de nieuwe partijleider, waarmee hij automatisch ook oppositieleider werd, aangezien Likoed geen deel meer uitmaakte van de regering. Bij de verkiezingen in 2006 werd Likoed de derde partij van het land en bleef Netanyahu oppositieleider.
Op 14 augustus 2007 werd hij herkozen als partijleider met 73% van de stemmen. Zijn belangrijkste tegenstanders waren de extreemrechtse Moshe Feiglin en Danny Danon. Nadat premier Ehud Olmert op 31 juli 2008 bekendmaakte te zullen aftreden, eiste Netanyahu nieuwe verkiezingen. "Deze regering is op haar eind... het maakt niet uit wie Kadima leidt. Ze zijn allemaal betrokken bij het falen van deze regering. Nationale verantwoordelijkheid vereist nieuwe verkiezingen."

## Premierschap 2009-2013 (kabinet-Netanyahu II)

### Parlementsverkiezingen 2009
Op 10 februari 2009 werden er in Israël verkiezingen gehouden voor de Knesset. De nieuwe parlementsverkiezingen waren noodzakelijk geworden na het mislukken van Tzipi Livni om een meerderheidsregering te vormen in oktober 2008. Tijdens hun campagne beloofden rechtse partijen, zoals Likoed en Jisrael Beeténoe, de vredesgesprekken met de Palestijnse Autoriteit op te schorten. Netanyahu had zich verzekerd van de steun van de miljardair Sheldon Adelson, die in recordoplagen een nieuwe gratis krant liet verspreiden die pro-Netanyahu was.
In de peilingen stond Likoed op winst. Ook gaven de peilingen aan dat de nieuwe Knesset een flink stuk zou verrechtsen. Hét verkiezingsthema was de nationale veiligheid, vooral vanwege de raketbeschietingen door Hamas en andere Palestijnse groeperingen vanuit de Gazastrook op Israëlisch grondgebied en het daaropvolgende Israëlische militaire optreden in de Gazastrook eind 2008, begin 2009. Nadat de verkiezingen waren gehouden, bleek rechts inderdaad de winnaar te zijn, dat vergaarde 65 zetels, links 55. Wel wist Kadima (28 zetels) Likoed (27 zetels) net voor te blijven.
Zowel Kadima-leidster Livni als Netanyahu eiste de overwinning voor zich op. Livni wilde een regering van nationale eenheid vormen, bestaande uit Kadima, Likoed en de Arbeidspartij, met haar als premier. Ook Netanyahu had zijn zinnen op het premierschap gezet, maar omdat hij in tegenstelling tot Livni niets zag in de oprichting van een Palestijnse staat, was hij op zoek naar gelijkgezinde partners op het rechtse erf, zoals Jisrael Beeténoe.

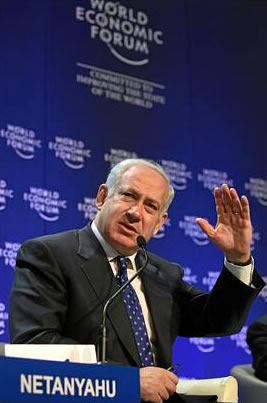
Netanyahu tijdens het World Economic Forum in Davos, Zwitserland, op 29 januari 2009

Na enkele dagen werd duidelijk dat er een coalitieregering tussen Likoed en Jisrael Beeténoe zat aan te komen, nadat Jisrael Beeténoe-leider Avigdor Lieberman president Shimon Peres had geadviseerd om Likoed-leider Netanyahu met de regeringsvorming te belasten. Lieberman sprak zich uit voor een brede coalitie of "eenheidsregering", waarin naast zijn partij ook Likoed en Kadima zouden zetelen. Zo'n coalitie zou 70 van de 120 zetels in de Knesset bezetten. Lieberman was evenwel niet te vinden voor het idee om het ambt van premier te laten roteren tussen Netanyahu en Kadima-leidster Livni. Volgens de Israëlische militaire radio kon Peres toen niet anders dan Netanyahu als formateur aanstellen. Maar de president moest wel eerst - zoals de wet voorschrijft - zijn consultatieronde met alle in de Knesset vertegenwoordigde partijen afronden.
Op 20 februari 2009 kreeg Netanyahu de opdracht om de volgende Israëlische regering te vormen, aldus de president. Voor deze opdracht zou Netanyahu zes weken de tijd krijgen. (Het is bij Israëlische verkiezingen gebruikelijk dat de president de leider van de grootste partij vraagt formateur te worden.) De enorme verkiezingswinst van de rechtse Likoed had Peres bewogen de op een na grootste partij deze opdracht eerst te geven. Het was voor het eerst in de Israëlische parlementaire geschiedenis dat de grootste partij niet meteen werd gevraagd een regering te vormen.
Gesprekken met Livni liepen op niets uit, aangezien Livni het vastgelopen vredesproces met de Palestijnse Autoriteit wilde voortzetten. Netanyahu voelde niets voor de zogeheten ‘tweestatenoplossing’, die Livni én het Westen graag zien - praten over een Palestijnse staat betekent impliciet bereid zijn tot het opgeven van nederzettingen op de bezette Westelijke Jordaanoever, en daar zijn Netanyahu en de kolonist Avigdor Lieberman beiden fel tegen. Netanyahu sloot hierna een akkoord met de rechtse partij Jisrael Beeténoe van Avigdor Lieberman, die de nieuwe minister van Buitenlandse Zaken zou worden. Na Jisrael Beeténoe traden ook het charedische Shas en de sociaaldemocratische Arbeidspartij van Ehud Barak, die minister van Defensie zou blijven, toe tot de coalitie. Met deze coalitie beschikte Netanyahu over een meerderheid van 66 zetels in de 120 zetels tellende Knesset. Op 31 maart 2009 werd Netanyahu als dertiende premier voor een tweede termijn minister-president van Israël.

### Regeringsleider 2009-2013

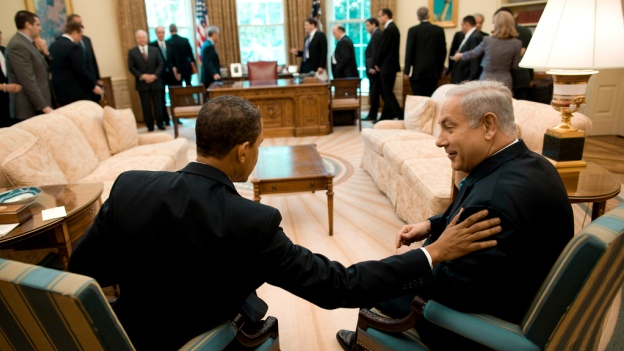
Netanyahu met de Amerikaanse president Barack Obama, 2009

#### Controversiële beweringen en daden
Voor zijn aantreden zei Netanyahu "een partner voor vrede met de Palestijnen" te zijn. "Vrede is een gemeenschappelijk doel voor alle Israëliërs en alle Israëlische regeringen, inclusief die van mij", aldus Netanyahu tijdens een conferentie in Jeruzalem. De Palestijnse onderhandelaar Saeb Erekat reageerde gematigd positief op de verzoenende woorden van Netanyahu. Hij herhaalde nogmaals de twee belangrijkste Palestijnse eisen, namelijk: het bereiken van een ‘tweestatenoplossing’ en het einde van het Israëlische nederzettingenbeleid op grondgebied dat de Palestijnen als het hunne beschouwen. Livni onderstreepte, als voorstander van een onafhankelijke Palestijnse staat, haar keuze voor de oppositie door te verklaren dat de regering-Netanyahu "in zonde is verwekt".
Op 14 mei 2009 bracht Paus Benedictus XVI een bezoek aan Israël, waar hij een gesprek had met Netanyahu. De premier vroeg aan de paus om Iran te veroordelen, omdat dat land volgens hem de Joodse staat wilde vernietigen. Volgens de premier zei de paus dat hij alle vormen van antisemitisme scherp veroordeelt. Netanyahu was blij met die reactie. Verder spraken ze over de toekomst van de Palestijnen. Wat de paus betreft krijgen de Palestijnen een onafhankelijke staat, maar Netanyahu voelde daar nog niets voor.

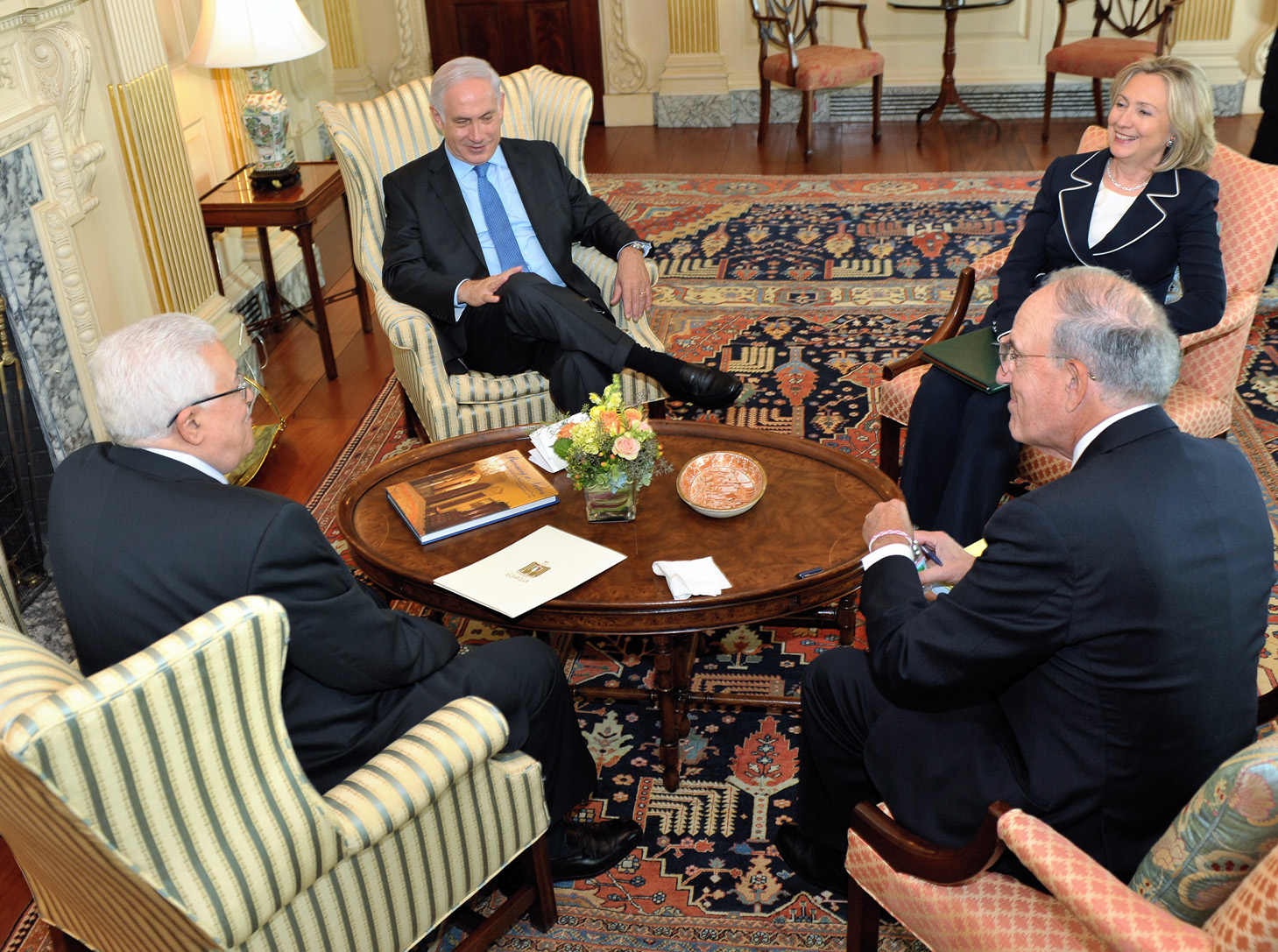
Hillary Clinton, Benjamin Netanyahu, Mahmoud Abbas en George Mitchell aan het begin van de vredesbesprekingen in Caïro, 2 september 2010

Tijdens zijn bezoek aan de Amerikaanse president Barack Obama op 19 mei 2009 bleek dat beide leiders verschillende opvattingen hebben over het vredesproces. Betreffende het Israëlisch-Palestijnse conflict sprak Obama zijn steun uit voor een tweestatenoplossing, Netanyahu daarentegen zei dat de Palestijnen een eigen bestuur zouden moeten houden, maar sprak niet over een onafhankelijke staat. Wel zei hij klaar te staan voor onmiddellijke vredesgesprekken met de Palestijnen, met als voorwaarde dat de Palestijnen Israël als Joodse staat zouden moeten erkennen. Een woordvoerder van de Palestijnse president Mahmoud Abbas noemde de uitspraken van Obama over een tweestatenoplossing in eerste reactie bemoedigend, maar stelde dat er een eind moest komen aan land-claims door Israël. De gesprekken tussen Netanyahu en Abbas in september 2010 in Caïro leverden geen resultaat op.
In 2012 was het tweede conflict tussen Israël en Hamas in de Gazastrook, Operatie Returning Echo, en in juli Operatie Pillar of Defense. Hierbij kwamen 200 Palestijnen om het leven, onder wie 10 kinderen. Voor het eerst bereikten raketten van Hamas Tel Aviv. Gevolg: weinig schade, maar wel grote schrik voor de plaatselijke Israëlische bevolking.
Oorlogen verenigen alle Israëliërs, zodat er een eind kwam aan de maandenlange periode van grote demonstraties die zomer, waarbij honderdduizenden de straat opgingen om te protesteren tegen het economische en sociale beleid van de regering-Netanyahu.

## Premierschap 2013-2015 (kabinet-Netanyahu III)
Ondanks de lijstverbinding met Jisrael Beeténoe verloor Likoed elf zetels bij de parlementsverkiezingen van 2013, waardoor het kabinet-Netanyahu II in de nieuwe Knesset over nog maar 61 van de 120 zetels kon beschikken. Vanwege de onvrede in de Israëlische samenleving over de uitzonderingspositie die ultraorthodoxe joden genieten en de grote verkiezingszeges van Het Joodse Huis en nieuwkomer Yesh Atid besloot Netanyahu een kabinet te formeren waarin deze partijen wel, maar zijn vroegere ultraorthodoxe coalitiepartners geen rol meer zouden spelen. Nadat ook Hatnuah (eveneens een nieuwkomer) was aangeschoven, trad het kabinet-Netanyahu III op 18 maart 2013 aan. 
Vanaf mei 2014 probeerde Netanyahu door te drukken om bij wet vast te leggen dat Israël een staat voor alleen Joden is. Vanwege diverse onoverbrugbare meningsverschillen (o.a. over de begroting en de Joodse identiteit van Israël) traden eind 2014 Yesh Atid en Hatnuah uit de regering, waarna er opnieuw verkiezingen noodzakelijk waren die in maart 2015 plaatsvonden. In de zomer van 2014 reageerde de regering-Netanyahu op de ontvoering van en de moord op drie jonge kolonisten op de Westelijke Jordaanoever. Daarmee was het conflict in de Gazastrook 2014 geboren, waarbij aan Palestijnse kant 2200 doden vielen. Aan Israëlische zijde sneuvelden 66 militairen. Voor het eerst had Israël hiermee een poging gedaan Palestijnse guerrillastrijders op eigen terrein te bevechten. Kleine raketten van Hamas bereikten de Ben Goerion-luchthaven.
Op uitnodiging van de Republikeinse voorzitter van het Huis van Afgevaardigden, John Boehner, hield Netanyahu op 3 maart 2015 een toespraak in het Amerikaans Congres. Deze uitnodiging was georganiseerd buiten de Amerikaanse regering en de goedkeuring van president Barack Obama om en vond bovendien plaats kort vóór de Israëlische verkiezingen op 17 maart 2015, hetgeen tot een controverse leidde en de verhouding tussen Obama en Netanyahu deed verslechteren. In zijn toespraak waarschuwde Netanyahu het Congres voor de gevaren van een mogelijk nucleair akkoord tussen Iran en de P5+1 (de VS, Rusland, China, Groot-Brittannië, Frankrijk en Duitsland), waarbij de nucleaire capaciteit van Iran beperkt zal worden in plaats van uitgeschakeld. Het Jerusalem Center for Public Affairs had er onderzoek naar gedaan en Israël is van mening dat Iran geen centrifuges mag hebben.
In tegenstelling tot wat Netanyahu in 2012 tegenover de VN beweerd had, heeft de VS geen bewijs gevonden dat Iran bezig was met het bouwen van nucleaire wapens. De VS waarschuwde Netanyahu de onderhandelingen met Iran niet te saboteren.
Op de laatste dag voor de verkiezingen, 16 maart 2015, verklaarde Netanyahu dat, als hij zou winnen en zolang hij premier van Israël is, er geen onafhankelijke Palestijnse staat zal komen.

## Premierschap 2015-2020 (kabinet-Netanyahu IV)
Dankzij de gunstige uitslag van de parlementsverkiezingen van 2015 voor Likoed mocht Netanyahu in het voorjaar van 2015 een nieuwe regering vormen. Jisrael Beeténoe liet uiteindelijk verstek gaan maar Het Joodse Huis wilde de regeringssamenwerking voortzetten. De van Likoed afgesplitste Kulanu alsmede de orthodox-religieuze partijen Shas en Verenigd Thora-Jodendom sloten zich hierbij aan en zo kon Netanyahu op 6 mei 2015 zijn nieuwe regering aan de Knesset ter stemming voorstellen. Omdat hij daarbinnen op een meerderheid van 61 zetels kan rekenen, gaf de Knesset zijn rechts-religieuze kabinet het groene licht en kon het op 14 mei 2015 worden geïnstalleerd. Op 25 mei 2016 trad Jisrael Beeténoe alsnog toe.
Tijdens een toespraak op het 37ste Zionistische Congres in oktober 2015 in Jeruzalem beweerde Netanyahu dat de systematische uitroeiing van de Joden in Europa niet het idee van nazileider Adolf Hitler was maar van de Palestijnse groot-moefti van Jeruzalem Haj Amin al-Husseini.  Deze uitspraken werden gedaan zonder enige onderbouwing, terwijl er op dat moment een hevige uitbraak van geweld was in Israël en op de Westelijke Jordaanoever. Kort daarvoor hadden wereldleiders onder wie V.N.Secretaris-Generaal Ban Ki-moon er bij Netanyahu op aan hadden gedrongen zijn retoriek te matigen om de spanningen te kalmeren.
Op zijn uitspraak werd direct gereageerd door zowel Palestijnse als Israëlisch-Arabische leiders en Israëlische Holocaustexperts. Ayman Odeh, de leider van de Gezamenlijke Arabische factie in de Knesset beschuldigde Netanyahu ervan de geschiedenis te herschrijven om geweld tegen de Palestijnen aan te wakkeren; en dat de slachtoffers van de nazi's door hem als goedkope propaganda werden gebruikt om vrede van de hand te wijzen. Israëlische historici zeiden dat de claims onjuist waren en het neerkwam op Holocaust ontkenning. Yitzhak Herzog van de Zionistische Unie had kritiek en eiste van Netanyahu dit meteen recht te zetten. Saeb Erekat, secretaris-generaal van de PLO, verweet Netanyahu de meest beruchte oorlogsmisdadiger in de geschiedenis vrij te spreken.
Op 30 oktober 2015 kwam Netanyahu in een uitgebreid Facebookbericht terug op zijn opmerkingen over de connectie tussen de moefti en de nazi's. Hij zei dat hij niet de intentie had om Hitler te ontheffen van zijn verantwoordelijkheid, maar bedoeld had te zeggen dat niet de moefti in november 1941 Hitler overtuigde van de 'final solution', maar dat de nazi's verantwoordelijk waren.
Begin april 2017 werd de Kaminitz-wet aangenomen in de Knesset. Deze wil illegale bewoning aanpakken.
De nieuwe wet verhoogt de straf van twee naar drie jaar gevangenis, verhoogt het bedrag van de boetes en beperkt de macht van rechtbanken om afbraakorders uit te stellen. Slachtoffer hiervan zijn vooral de Palestijnen, die uiterst moeilijk aan bouwvergunningen kunnen komen, tóch gaan bouwen en altijd in angst zitten voor sloop en straf/boete.
Eind juli 2017 moest hij bakzeil halen wat betreft de metaaldetectoren die zijn regering had laten plaatsen op de Haram al-Sharif het gebied van de Al Aqsa-moskee. Er was een aanslag geweest vlak buiten dat gebied, waarbij enkele doden waren gevallen. Eerder had hij al moslims jonger dan 50 jaar de toegang tot de moskee verboden. De detectoren waar de moslims nu doorheen moesten waren hen een doorn in het oog. Toen zij nu massaal gingen bidden vóór de poortjes leverde dat zulke verkeersproblemen op dat hij de detectoren liet weghalen. Er zou iets beters voor in de plaats komen.
In 2018 boekte hij misschien wel zijn grootste overwinning: president Donald Trump van de VS zegde op basis van Israëlische inlichtingen het akkoord met Iran op met betrekking tot 'vermeende gevaarlijke kernwapenactiviteiten' door dat land. Op 30 april hield hij in Tel Aviv een toespraak in het Engels vol effectbejag. Hij toonde een groot bord met "Iran Lied" (Iran loog). Ook haalde hij een gordijn weg voor een kast met ordners: 55.000 pagina's en nog eens 183 cd's, die samen het bewijs zouden vormen dat Iran loog over zijn nucleaire ambities. Volgens beweringen van officials aan de New York Times zou de Mossad in 2016 in een vervallen bedrijfspand in Iran het hierboven vermeld nucleair archief van dat land gevonden hebben en dit in januari 2018 in één nacht naar Israël hebben overgebracht. President Trump zou na de verhuizing erover zijn ingelicht.
Saillant detail is dat Netanyahu in zijn toespraak ook sprak over Mohsen Fakhrizadeh, de topkernfysicus van het Iraanse nucleaire programma. "Remember that name!" zei hij. Fakhrizadeh werd op 27 november 2020 bij een aanslag bij Teheran vermoord.
Vanaf vrijdag 30 maart 2018, de dag dat de Palestijnen Yom al-Ard gedenken, Dag van het Land (sinds 1976 toen 6 Palestijnen werden doodgeschoten die demonstreerden tegen landonteigeningen), werd de regering-Netanyahu geconfronteerd met duizenden mensen uit de Gazastrook die tot en met 15 mei elke vrijdagmiddag hun 'Grote Mars van de Terugkeer - Verbreking van de Blokkade' hielden naar (de voor hen verboden zone van) het afscheidingshek dat hen scheidt van Israël. Hun doel was hun Recht op Terugkeer te forceren, naar de huizen en dorpen waaruit hun familie in 1948 verjaagd, gevlucht of niet meer tot hun woonplek toegelaten waren. Netanyahu bracht het Israëlisch defensieleger ter plaatse in verhoogde staat van paraatheid. Honderd scherpschutters werden op uitgekozen posities geposteerd. De marsen gingen na 15 mei door, en volgens het onderzoeksrapport van de VN (maart 2019) waren er 189 Palestijnen gedood, onder wie 35 kinderen, en waren er 6.103 gewonden. Buiten het protestgebied bleek 1 Israëlische soldaat te zijn gedood.
Op 19 juli 2018 werd onder verantwoordelijkheid van Netanyahu de omstreden basiswet, de  natiestaat-wet aangenomen, waarin de staat Israël wordt beschreven als de natiestaat van alleen het Joodse volk. De wet veroorzaakte een storm van verontwaardiging en kritiek vanuit binnen- en buitenland. Procureur-generaal Avichai Mendelblitt had Netanyahu gewaarschuwd voor internationale implicaties als de wet zou worden aangenomen. Op 10 juli had president Rivlin zich nog publiekelijk voor een amendement op de polariserende wet uitgesproken. In Tel Aviv demonstreerden duizenden tegen de wet, om met name de controversiële clausule met betrekking tot woning-discriminatie te schrappen. Er werd ook geprotesteerd tegen het invoeren van Hebreeuws als officiële taal, waardoor het Arabisch een tweederangs-taal werd. In een vergadering met Negev-bedoeïenen beloofde Rivlin de wet in het Arabisch te ondertekenen.  
Te midden van de opschudding erover sprak Netanyahu op 26 juli dienstplichtigen toe in het rekruteringscentrum in Tel Aviv waarin hij zich keerde tegen politiek links. Voor zijn ministers hield hij op zondag 29 juli een toespraak en riep hen op zich er niet voor te verontschuldigen. Uit protest verliet op 28 juli een Israëlisch-Arabische wetgever de Knesset. Begin september zei Rivlin: "De nation-state wet is slecht voor Israël en slecht voor de Joden."
Begin februari 2019 tekenden 12 ministers uit zijn regeringsploeg zoals Yisrael Katz, Yariv Levin, Zeev Elkin, Gilad Erdan, Miri Regev, Tzachi Hanegbi, Ayoob Kara, Yoav Gallant, Gila Gamliel, Ofir Akunis (Likoed) en Naftali Bennett en Ayelet Shaked (New Right Party) een petitie met een verklaring van de Nahala-(kolonisten)beweging gericht aan de (komende) regering "om 2 miljoen Joden te vestigen op héél de Westelijke Jordaanoever (met inbegrip van gebied buiten de 'officiële' Israëlische nederzettingenblokken" die door de internationale gemeenschap (Verenigde Naties) niet erkend worden) onder het motto: "Het Land van Israël, één land voor één volk". Daartoe zou de tweestatenoplossing losgelaten moeten worden.
Eveneens begin februari 2019 drong Netanyahu er bij de leiders van de kleine rechtse partijen op aan zich te verenigen teneinde een scenario te voorkomen waarin minstens een van hen er niet in zou slagen om bij de aanstaande verkiezingen in april 2019, die Netanyahu zelf - met de hete adem van de fraudeonderzoeksrechter in zijn nek - had vervroegd, genoeg stemmen te krijgen om de kiesdrempel te halen. Hij had hen nodig om een meerderheid te behouden in de Knesset. Netanyahu vroeg Het Joodse Huis van Naftali Bennett en Bezalel Smotrich van Tkuma om een lijstverbinding aan te gaan met het uiterst rechtse Otsma Jehudit (dat het sterk racistische gedachtegoed van Kach en oprichter rabbijn Meir Kahane openlijk koestert). Ook riep hij Aryeh Deri, voorzitter van Shas, op om een verenigd ultraorthodox blok te vormen met Verenigd Thora-Jodendom.
Prominente Joodse journalisten in de Verenigde Staten hadden scherpe kritiek op Netanyahu ("een smet", een "schaamteloze onderhandeling") om met een politieke deal een extremistische partij, volgelingen van Meir Kahane, in de Knesset toe te laten. De machtige pro-Israëlische belangengroep AIPAC liet op 24 februari weten de leden van deze racistische en en afkeurenswaardige partij niet te willen ontmoeten. Netanyahu reageerde op Facebook waarbij hij 'links' beschuldigde van hypocrisie.
Een topontmoeting van Netanyahu met de leiders van Polen, Slowakije, Tsjechië en Hongarije werd op het allerlaatste moment door Polen afgezegd na een opmerking van Netanyahu, met bijval van minister van Buitenlandse Zaken Yisraël Katz, over collaboratie van Polen met de nazi's. 
Enkele dagen voor de verkiezingen beloofde Netanyahu de kiezers dat als hij herkozen zou worden, hij álle Joodse nederzettingen op de Westelijke Jordaanoever (illegaal volgens Internationaal recht en de Internationale gemeenschap) zou "annexeren". Volgens het CIDI heeft hij echter de gebruikelijke Hebreeuwse term daarvoor, "sipuach", niet gebruikt. Het zou gaan om toenemende Israëlische soevereiniteit in de nederzettingen. Verkiezingsretoriek die hem straks keuzevrijheid laat. Op de radio van het Israëlische leger zei hij zondag 7 april "niet de hele Westelijke Jordaanoever te willen annexeren, maar alleen de plaatsen in gebied C (Oslo-akkoorden) waar de grote Israëlische nederzettingenblokken liggen". Op de vraag of Washington hem daarin steunt antwoordde hij: "Ze zullen reageren zoals ze reageren. We zien het wel. Dit zijn mijn uitgangspunten." The Times of Israël meldde dat hij voor het eerst de oprichting van een Palestijnse staat vierkant afwees.

### (Waarnemend) premier 2019-2020
Dankzij de voor hem gunstige uitslag - winst voor Likoed met het hoogste aantal zetels - tijdens de parlementsverkiezingen van 9 april 2019 mocht Netanyahu uitzien naar een voortzetting van zijn beleid met zijn regeringspartners waarmee hij de langst zittende premier van Israël zou worden. Netanyahu kreeg die opdracht officieel toebedeeld op 17 april, maar volgens de wet moet de formatie dan rond zijn in een periode van 28 dagen. Wegens de rakettenregen uit Gaza werd de periode met 14 dagen verlengd.
Coalitiebesprekingen met de kleine rechtse partijen leidden echter niet tot resultaat: de officiële deadline verliep op 28 mei. Struikelblok was de dienstplicht. Kleine - orthodoxe - partijen willen dat orthodoxe jongemannen daar vrijstelling van krijgen (om in plaats daarvan thorastudie te kunnen doen). Ook de Likoed-partij wilde hier een uitzondering voor maken, maar Netanyahu kon Jisrael Beeténoe-leider Avigdor Lieberman niet overtuigen. Dit betekende het uitschrijven van nieuwe verkiezingen op 17 september.
Op 3 juni 2019 bekritiseerde president Trump Netanyahu en Israëlische politici vanwege deze slepende gang van zaken. De regering-Trump wilde met een "Deal of the Century" (het Vredesplan van de eeuw voor de Israëliërs en de Palestijnen) komen. Verwacht werd dat dat na de Ramadan (na 5 juni 2019) zou gebeuren, maar dat kon door deze vertraging niet meer. Nu zal alleen 25 en 26 juni over het economische deel van het plan worden overlegd, in Bahrein. De nieuwe Israëlische regering kan er in oktober zijn, maar de Amerikaanse verkiezingscampagne, waar Trump aan meedoet, begint al gauw daarna (2e helft 2020).
Op 10 september 2019 hield Netanyahu een verkiezingsspeech waarin hij beloofde dat hij, mocht hij na de verkiezingen weer premier worden, de Jordaanvallei (minus het Palestijnse Jericho) en een 37 km lange strook langs de Dode Zee zou annexeren.
Op 17 september 2019 werden de verkiezingen voor de 22e Knesset gehouden. Netanyahu en zijn Likoed verloren deze met een zetel minder (32) dan winnaar Blauw en Wit, waarin Kachol-Lavan van Benny Gantz participeert. President Reuven Rivlin gaf een kleine week later aan Netanyahu de opdracht om een eenheidsregering te formeren met Blauw en Wit op basis van "pariteit" (gelijkheid). Hij meende dat Netanyahu een grotere kans tot slagen had dan Gantz.
Het lukte Netanyahu echter niet: noch Gantz noch Lieberman wilde meedoen. Hierop kreeg Benny Gantz de opdracht om een meerderheidsregering te vormen. Op 20 november gaf hij toe daarin niet geslaagd te zijn en moest ook hij deze opdracht teruggeven.
President Rivlin heeft Knesset-voorzitter Yuli-Yoel Edelstein de opdracht gegeven om een mede-parlementariër te vinden die bij machte is een regering te vormen die op een meerderheid in de Knesset kan rekenen. Lukt dit niet, zijn nieuwe parlementsverkiezingen onvermijdelijk.
Woensdag 11 december besloot de Knesset ten slotte om op 2 maart 2020 nieuwe verkiezingen uit te schrijven én om zich te ontbinden.
In januari 2020 sprak Netanyahu op het vijfde World Holocaust Forum, dat in Jeruzalem gehouden werd vanwege 75 jaar bevrijding van concentratiekamp Auschwitz. Het was de grootste bijeenkomst van staatslieden en regeringsleiders tot dan toe naar aanleiding van dit thema (49). Hij noemde in zijn speech de bedreiging die volgens hem uitging van Iran. Israël begroet president Trump en vicepresident Pence die de tirannen van Iran, die hun eigen volk onderwerpen, die de vrede en veiligheid van de hele wereld bedreigen, hebben weerstaan. Ik roep alle regeringen op gezamenlijk Iran te weerstaan.
Hij verzocht de wereldleiders nadrukkelijk om het Internationaal Strafhof te veroordelen voor het onderzoeken van Israëlische oorlogsmisdaden en misdaden tegen de menselijkheid.

#### 'Deal of the Century'

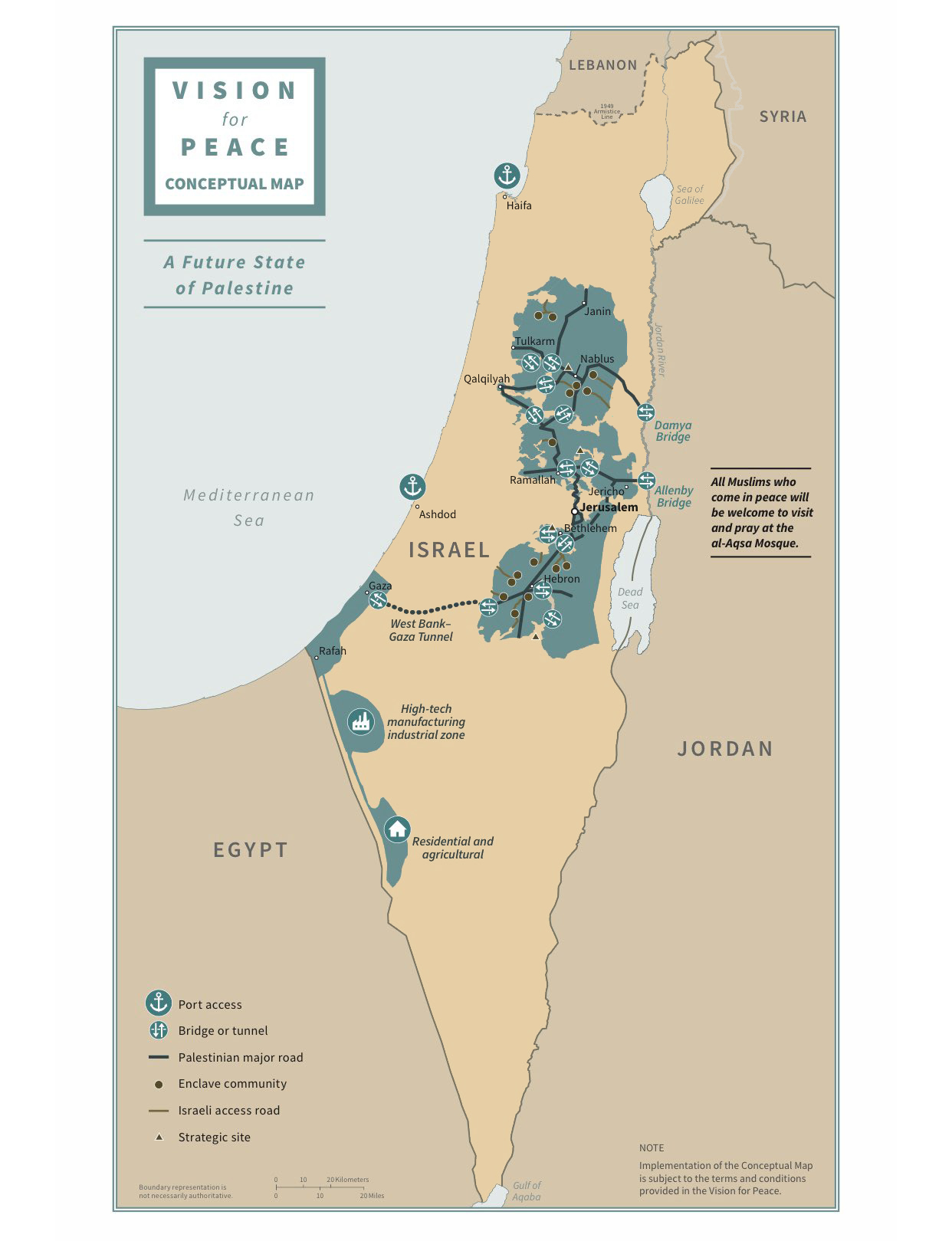

Daags na de Auschwitz-gedenkdag nam Netanyahu op 28 januari 2020 op het Witte Huis uit handen van president Trump het politieke deel van diens zogenaamde 'vision for peace' ("Peace to Prosperity", beter bekend als de "Deal of the Century", het "Trump Peace Plan" of "Trump's Middle East peace plan") in ontvangst. Hierin wordt beschreven hoe de Amerikaanse regering-Trump (bij monde van de auteur ervan, zijn schoonzoon Jared Kushner) vindt dat het conflict tussen Israël en de Palestijnen moet worden opgelost. Het voorstel bevat onder meer een pleidooi voor annexatie van circa 30% van de Westoever door Israël. Omdat het plan veel punten van het verlanglijstje van Israël bevat, dankte Netanyahu Trump als "de beste president in het Witte Huis die we ooit hebben meegemaakt". Netanyahu's politieke rivaal Benny Gantz had de uitnodiging om samen naar Trump te gaan afgewezen. Hij had er als oppositieleider de voorkeur aan gegeven om zich de avond tevoren door Trump privé te laten informeren over diens plan. Gantz wilde de Westelijke Jordaanoever ook annexeren, maar meer "in overleg met de internationale gemeenschap". Op zijn terugreis naar Israël bezocht Netanyahu Vladimir Poetin in het Kremlin in Moskou vanwege gratieverlening aan een Israëlische vrouw die in Rusland wegens verboden bezit van hasjiesj 7,5 jaar had gekregen.
Noch het World Holocaust Forum noch de "Deal of the Century noch de genoemde gratieverlening leek hem echter (veel) politieke winst te hebben gebracht. Een poll op 31 januari 2020 gaf aan dat Gantz met zijn Blauw en Wit-partij nog steeds aan de leiding ging (met 36 zetels) en Likoed volgde (met 33 zetels).
Op 25 februari 2020 kondigde Netanyahu de bouw van 3500 woningen aan in het E1-gebied op de Westelijke Jordaanoever (tussen Jeruzalem en de Israëlische nederzetting Ma'ale Adumim (illegaal volgens internationaal recht)). Dit gebied komt volgens de Verenigde Naties, de EU en ook Nederland toe aan de te vormen onafhankelijke Palestijnse staat (tweestatenoplossing). Door Israëls besluit om hier te bouwen wordt Palestijns gebied in tweeën gedeeld.
Daags daarna, de 27e, werd een video openbaar gemaakt, waarin drie voormalige hoofden van de Mossad en drie van Shin Bet Netanyahu "een gevaar" noemden, die "gevoelige geheime informatie voor eigen gewin gebruikte" (bv. de duikbotenaffaire en zijn persconferentie in de nucleaire faciliteit in Dimona).
Daarnaast riepen talrijke hoge militairen president Rivlin op om hem niet de opdracht te geven om een nieuwe regering te vormen.
Op 2 maart 2020 werden voor de derde maal in een tijdsbestek van een jaar verkiezingen gehouden, nu voor de 23e Knesset. Netanyahu kreeg met zijn Likoed 36 zetels, drie meer dan zijn rivaal Benny Gantz met diens partij Blauw en Wit. Samen met bondgenoot-partijen (Shas 9, VTJ 7 en Yamina 6) kwam hij op 58 zetels. Daarmee kwam hij drie zetels tekort voor een meerderheidsregering. Gantz en Lieberman willen nog steeds geen coalitie met hem vormen.
Zondagavond 15 maart nodigde president Rivlin Benny Gantz uit om een regering te vormen, nadat een kleine meerderheid van 61 Knesset-leden, onder wie Avigdor Lieberman en de Palestijns-Arabische parlementsleden hem bij de president had aanbevolen. Hij had dit aan Gantz gevraagd met dien verstande allereerst een grote coalitie van Likoed en Blauw en Wit te verkennen. Later op de avond gaven Gantz en Netanyahu een gezamenlijke verklaring uit dat zij gingen praten over de vorming van zo'n coalitie. Gantz heeft een maand de tijd.
Netanyahu meende op grond van veronderstelde steun van de Verenigde Staten zijn annexatieplannen van grote delen van de Westelijke Jordaanoever, waaronder de Jordaanvallei door te kunnen zetten. Van alle kanten, van zowel binnen als buiten Israël, en door de Verenigde Naties wordt gewaarschuwd voor de gevolgen van een annexatie.
In Israël en Palestina waren sinds de uitbraak van het coronavirus op 21 februari strenge maatregelen van kracht.
Sinds de uitbraak van het coronavirus op 21 februari waren op dat moment strenge maatregelen van kracht, waarmee de vrijheid van mensen beperkt was, en waren er opsporingsmiddelen ingezet ter controle.

#### Regering Netanyahu met Gantz tekent zich af
Op 20 april 2020 tekenden Netanyahu en Gantz eindelijk een overeenkomst om samen een nieuwe regering te vormen, waarbij eerst Netanyahu premier zou zijn en daarna Gantz (elk voor 18 maanden). Gedurende de periode-Netanyahu zou Gantz minister van Defensie zijn. In de periode-Gantz zou Netanyahu zijn ambtswoning behouden.
Een hele ommezwaai voor Gantz, die de verkiezingen was ingegaan met de leus "Alles beter dan Netanyahu". Reden voor Gantz om die ommezwaai te maken: ons land heeft in deze coronacrisis een noodregering nodig. Het kostte hem wel een scheuring in zijn Blauw en Wit-partijcombinatie.
Het regeerakkoord is zo ontworpen dat een van strafbare feiten verdachte toppoliticus zoveel mogelijk tegen rechtsvervolging wordt beschermd.
Het Hooggerechtshof kon echter nog roet in het eten gooien. Daar was een zaak aanhangig gemaakt of de overeenkomst die Netanyahu en Gantz hebben gesloten juridisch wel houdbaar is en of een politicus tegen wie een of meer rechtszaken lopen wel het ambt van eerste minister kan vervullen. De eerste hoorzitting was op 3 mei 2020. Op 6 mei kwam het oordeel dat er geen bezwaar is tegen deze overeenkomst.
Donderdag 7 mei keurde een meerderheid van 72 Knesset-leden de overeenkomst tussen Netanyahu en Gantz - en de staatsrechtelijke wijzigingen/regelingen die daarvoor nodig waren - goed en beval hem aldus bij president Rivlin aan als premier van de nieuwe regering-Netanyahu/Gantz.
Op 14 mei 2020 werd het kabinet beëdigd.

## Premierschap (2020-2021) (kabinet-Netanyahu V)
Zondag 17 mei 2020 werd het vijfde kabinet-Netanyahu ingezworen. Het was Netanyahu en Gantz gelukt een coalitie te vormen. De afspraak is dat Netanyahu 18 maanden premier zal zijn. Dan zal Benny Gantz hem als premier opvolgen. Vanwege het grote aantal ministers moest voor de plechtigheid worden uitgeweken naar een ruimte in het Knesset-gebouw.

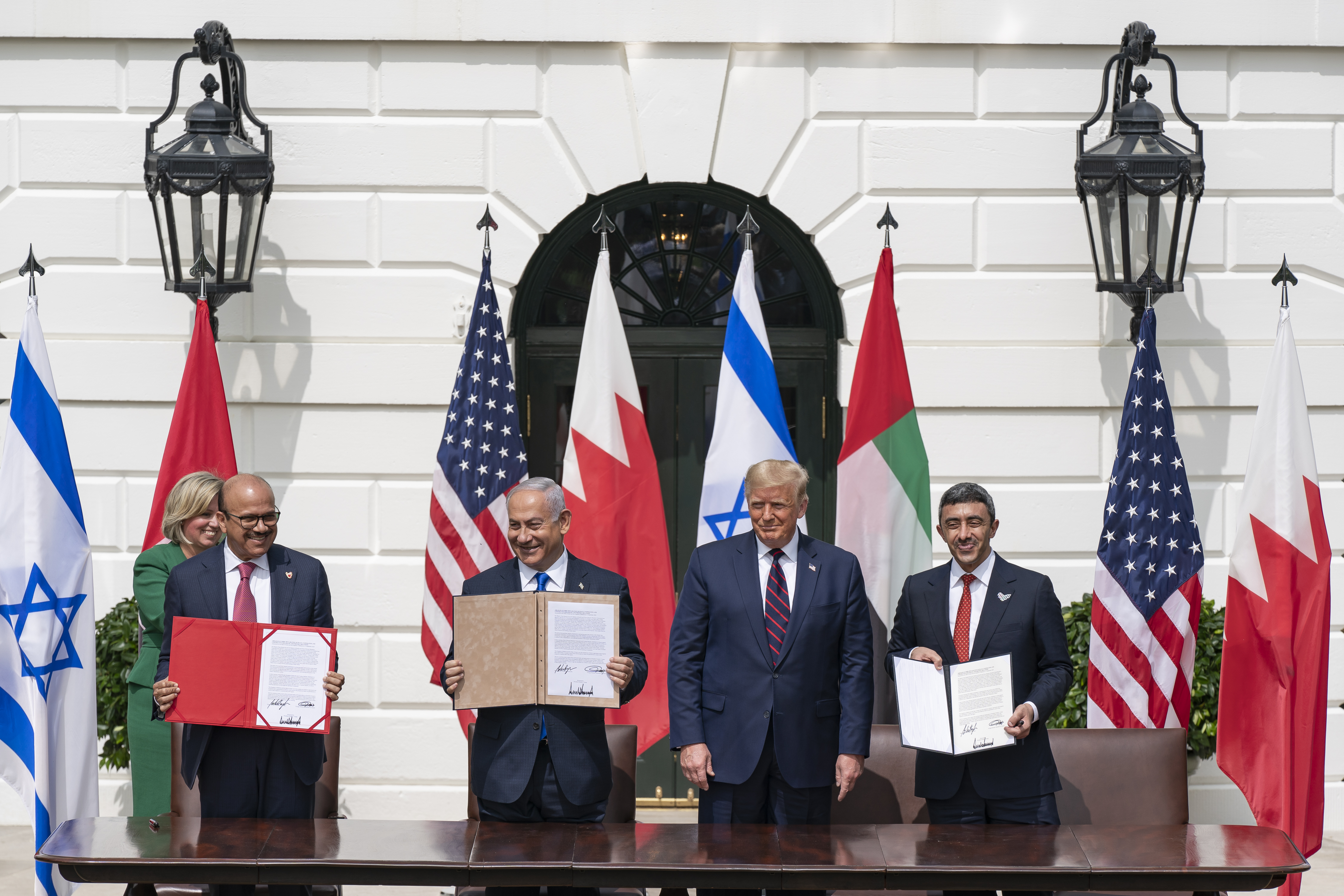
Ondertekening met de Emiraten en Bahrein op 15 september 2020.

Vanaf eind juni zijn er wekelijks zeer luidruchtige demonstraties bij zijn ambtswoning (en bij zijn woning in Caesarea aan de kust) waar duizenden aan meedoen (tijdens de Covid-19-crisis minder en tijdens de lockdown verboden). De demonstranten zijn woedend dat, zo vinden zij, een man die eigenlijk terecht zou moeten staan voor corruptie gewoon aanblijft. Ook is er de grief dat hij en zijn vrouw 4 dagen naar Washington gaan op kosten van de staat voor de ondertekening van de Abraham-akkoorden met de Verenigde Arabische Emiraten en Bahrein, terwijl het gewone volk zucht en kreunt onder de coronacrisis en de genomen maatregelen daartegen. Ook daar is kritiek op.
Op 8 november feliciteerde hij zijn grote vriend Joe Biden en Kamala Harris met resp. zijn verkiezing tot president van de Verenigde Staten en haar aankomend vicepresidentschap. Ook bedankte hij Donald Trump voor wat hij voor Israël allemaal gedaan heeft: "onder uw presidentschap is de alliantie tussen de VS en Israël tot grote hoogte gestegen", zei hij. Hij hoopte dat deze zich onder Biden "zou verdiepen".
Drie dagen later kondigde Israël de bouw van een kleine 100 kolonistenwoningen aan in de illegale nederzetting Ramat Shlomo in Oost-Jeruzalem. Tien jaar geleden had Biden nog zeer verbolgen gereageerd toen Israël - tijdens zijn bezoek aan Netanyahu - de bouw van 1600 kolonistenwoningen in dezelfde nederzetting had aangekondigd. De bouw werd toen - na de erop volgende diplomatieke commotie - opgeschort.
In de eerste helft van november 2020 liet minister van Hoger Onderwijs Zeev Elkin namens Netanyahu weten dat Effi Eitam, gepensioneerd brigadier-generaal van het Israëlisch defensieleger en eens extreemrechts Knesset-lid, als voorzitter van Yad Vashem werd voorgedragen. Hierdoor ontstond commotie in het land, want Eitam is zeer controversieel. Zo kwam hij in het verleden met het idee voor een gedwongen transfer (etnische zuivering) van Palestijnen van de Westelijke Jordaanoever. Ook verdedigde hij het beëindigen van de participatie van Israëlische Arabieren in de nationale politiek. In 2003 werd hij minister van Huisvesting en Infrastructuur (Construction). Binnen korte tijd had een groep van zo’n 160 overlevenden van de Shoah, intellectuelen en anderen een petitie ondertekend tegen deze benoeming, als zijnde een politieke benoeming die volstrekt in strijd is met alles waar Yad Vashem voor staat. Een parlementaire commissie gaat zich nu over de zaak buigen.

### Normalisatie betrekkingen Arabische landen
In de eerste helft van september 2020 spraken Israël en het moslimstaatje Bahrein na besprekingen onder de leiding van president Trump af diplomatieke betrekkingen te gaan onderhouden. Binnen 30 dagen had Israël nu met twee Arabische landen akkoorden gesloten. Eerst de Verenigde Arabische Emiraten en dan Bahrein. Een diplomatiek succes voor Trump, dat - ondanks dat er gepleit werd voor een tweestatenoplossing - de Palestijnen nog meer isoleerde en de Palestijnse Autoriteit bij monde van Mahmoud Abbas woedend deed reageren. De akkoorden werden bekend onder de naam Abraham-akkoorden, naar de gezamenlijke aartsvader van Joden en Arabieren.
Op 23 oktober kwam er een vredesakkoord tussen Israël en Soedan tot stand (nog geen diplomatieke betrekkingen). De VS zouden Soedan van de lijst terreurlanden afhalen (waar het 27 jaar lang op had gestaan) en Soedan zou 335 miljoen dollar overmaken aan een fonds voor slachtoffers van terreur waar Khartoem achter zat.
Op 22 november bezocht Netanyahu in het geheim Saudi-Arabië. Daar had hij een ontmoeting met kroonprins Mohammed bin Salman in tegenwoordigheid van de Amerikaanse minister van Buitenlandse Zaken Mike Pompeo. Saudi-Arabië zou de betrekkingen met Israël wel willen normaliseren, maar stelde tot nu toe als voorwaarde het door Israël opgeven van de bezette Palestijnse Gebieden en de vestiging daar van een Palestijnse staat (volgens hun eigen vredesplan van 2002). De kroonprins zou verder willen gaan dan zijn vader, die nu nog op de troon zat. Sinds januari 2020 zijn er overigens tekenen die duiden op een zeker normaliseren van de relatie tussen beide landen. Israëlische burgers mogen het land in reizen voor zaken en een Israëlisch regeringsvliegtuig mocht het Saudisch luchtruim gebruiken voor de ondertekening van een vredesakkoord.
Op 10 december 2020 werd bekendgemaakt dat ook Marokko en Israël hun betrekkingen gingen normaliseren. Nog niet met ambassades maar met (in 2002 gesloten) verbindingskantoren. Marokko drukte de teleurgestelde Palestijnse leider Abbas op het hart dat Marokko hiermee zijn steun voor het realiseren van een toekomstige staat Palestina niet zou opgeven. Om Marokko zover te krijgen, stelde president Trump zich achter de Marokkaanse aanspraak op de Westelijke Sahara, tot woede van de Saharaanse bevrijdingsbeweging Polisario daar.
Volgens een aantal media (in de VS en in Israël) was het heel toevallig dat er ook een wapenakkoord tussen de VS en Marokko gesloten was. Het laatstgenoemde land mocht vier hoogtechnologische MQ-9B Sea Guardian-drones kopen.
Ook aan de vredesovereenkomst met de Verenigde Arabische Emiraten zat een wapenovereenkomst vast. Zij wilden 50 F-35-gevechtsvliegtuigen van de VS kopen. Netanyahu steunde dit plan. De VAE bedong overigens dat Israël de aangekondigde annexatieplannen op de Westbank zou opschorten.
Bij de vredesdeals met de Verenigde Arabische Emiraten en met Bahrein reageerde Defensie-minister Benny Gantz verbolgen, want hij was er niet in gekend. Dit belast de relatie tussen hem en de premier nog meer. Dit zou nogmaals gebeuren met de bekendmaking door Netanyahu op 15 december dat hij mijnheer "D" (Hebreeuwse letter Dalet) ter goedkeuring voorstelde als het nieuwe hoofd van de Mossad. Er speelde al de vraag of zij het eindelijk eens worden over de begroting. Gantz heeft een in 1e lezing aangenomen wetsvoorstel ondertekend om het parlement te ontbinden. Netanyahu en hij werden het niet eens over de nieuwe begroting. De deadline voor het indienen daarvan verstreek op 23 december 2020. Daarmee werden nieuwe verkiezingen in maart 2021 onvermijdelijk. De vierde in ruim anderhalf jaar.
Netanyahu ging dus op verkiezingstournee. Hij wil "het monopolie" van de Arabische partijen Hadash, Ta'al en Balad (Gezamenlijke Lijst) op de stemmen van de Palestijnse Arabieren doorbreken met een charmeoffensief richting de Arabische kiezer - de Palestijnen die (nog) in Israël wonen. Hij deed na het Palestijnse Umm al-Fahm ook de in Galilea gelegen Arabische stad Nazareth aan. Dit leidde tot demonstraties. Zijn boodschap was dat er voor hen - als ze op hem zouden stemmen - een nieuw tijdperk zou aanbreken, een tijdperk van integratie, welzijn en veiligheid. Arabieren moesten voor 100 procent deel uitmaken van de samenleving, zei hij.
Op 23 maart 2021 werden de verkiezingen voor de 24e Knesset gehouden. Netanyahu wist 30 zetels te veroveren. Na het bekend worden van de officiële uitslagen werd duidelijk dat de partijen die met hem als premier in zee willen samen geen meerderheid hebben. Dat geldt ook voor de partijen die hem weg willen hebben. Hij zou kunnen gaan onderhandelen met de vierde Palestijns-Arabische partij, Ra'am (Verenigde Arabische Lijst), die interesse heeft getoond. Maar hij sloot eerder een overeenkomst met "Religieus Zionisme", een alliantie van extreemrechtse partijen, die juist niets van Arabieren moeten hebben. Het is zéér de vraag of "the Magician" (zie bij hoofdstukje "Trivia") hen kan overhalen met Ra'am een coalitie aan te gaan.
Nadat 52 Knesset-leden hadden geadviseerd dat Netanyahu in de beste positie verkeerde om een meerderheidscoalitie te vormen verleende president Reuven Rivlin hem de opdracht daartoe. Hij heeft daarvoor tot 2 mei 2021 de tijd (met eventueel een verlenging van twee weken). De extreemrechtse Bezalel Smotrich van de Religieus Zionisme-partij herhaalde dat hij niet samen met de Palestijns-Arabische Mansour Abbas (Ra'am) in een coalitie wil zitten. Bennett heeft al toegezegd met Netanyahu te willen samenwerken. Netanyahu deed daarom een hartstochtelijk beroep op Gideon Sa'ar (ex-Likoed; die een eigen partij, "Nieuwe Hoop", oprichtte) om weer terug te keren in de schoot van Likoed. Alleen zo kan de premier aan de minimale meerderheid van 61 Knesset-zetels komen.
Op het joodse feest Lag Baomer op (29-)30 april 2021 werd een jaarlijkse religieuze bijeenkomst gehouden door tienduizenden volgelingen van rabbijn Sjimon bar Jochai (2e eeuw gj) bij diens tombe op de Meronberg in Galilea. De veiligheidssituatie van dit jaarlijkse festival qua menigte-management was al jaren onderwerp van discussie. Mischa Lindenstraus, een soort ombudsman van staatswege, waarschuwde in 2008 en 2011 voor een potentiële ramp hier. De locatie moest volgens hem anders worden ingericht. De huidige situatie kon eigenlijk niet worden toegestaan. Dit jaar ging het dan dramatisch fout. In de enorme drukte ontstond in een relatief smalle afdalende passage een valpartij waarbij de aankomende menigte over de gevallenen heen gedrukt werd. In de chaos die ontstond kwamen tientallen mensen om door verstikking en raakten ruim 150 personen gewond.
Vlak na de deadline van 2 mei gaf Netanyahu zijn mandaat aan president Rivlin terug. Hij was er niet in geslaagd een meerderheidscoalitie te vormen. Rivlin gaf enige dagen daarna - op advies van 52 Knesset-leden - de opdracht aan Yair Lapid wiens partij (Yesh Atid) tweede werd bij de verkiezingen. Hij denkt aan een regering van nationale eenheid. Netanyahu blijft waarnemend premier en de politieke impasse blijft.

### Israëlisch-Palestijns conflict 2021
De onderhandelingen voor een nieuwe regering werden gestaakt na het uitbreken van het Israëlisch-Palestijns conflict van 2021. Nadat op 20 mei 2021 onder bemiddeling van Egypte een wapenstilstand was bereikt tussen Israël en Hamas (en het kleine Islamitische Jihad) noemde Netanyahu de Israëlische militaire operatie (naam: Shomer HaChomot, vert.: Bewaker van de Muren), waarin gedurende 11 dagen Hamas-doelen in de Gazastrook werden gebombardeerd, een "buitengewoon succes": "We hebben al onze doelen bereikt." En: "We hebben meer dan 200 terroristen gedood", onder wie 25 leiders. Het was president Joe Biden van de VS die, na het recht van Israël om zich te verdedigen te hebben bevestigd, aangaf dat het nu genoeg was. Netanyahu had hem nog bedankt en tegengeworpen dat niet alle doelen bereikt waren. OCHA opt ((United Nations) Office for the Coordination of Humanitarian Affairs Occupied Palestinian Territories) noemt officieel 242 doden (138 m., 38 v., 66 ki.), 1948 gewonden (940 m., 398 v., 610 ki.) en grote materiële schade. Onder de 242 doden waren ten minste 129 burgers.
Vanuit de Gazastrook werden meer dan 4000 raketten afgevuurd, die 12 doden (1 militair, 3 buitenlandse werknemers, 8 Israëlische burgers), meer dan 700 gewonden en aanzienlijke schade veroorzaakten in de Gazastrook en het omringend Israëlisch gebied. Bijzonder kenmerk van dit conflict waren de onlusten in steden in Israël zelf, die Palestijns-Arabische wijken hebben, met name in Lod (Palestijns: Lydda). Beide zijden van het conflict claimen de overwinning.
De dag na het bestand waren er al weer ongeregeldheden tussen politie en Palestijnen op de Haram Al-Sharief (Tempelberg). Palestijnen zwaaiden er met Palestijnse vlaggen. Publiek vertoon van deze vlag is in Israël verboden. De dag erna ontstonden protesten toen de Israëlische politie de weg vrijmaakte voor een grote groep nationalistische joodse kolonisten die op de Tempelberg wilden bidden.

### Amerikaans vredesinitiatief?
President Biden leek te zijn overvallen door deze nieuwe geweldsuitbarsting. Hij had sinds zijn inauguratie nog geen nieuwe VS-ambassadeur benoemd voor Israël. De contacten met de Palestijnse Nationale Autoriteit (Abbas) waren tijdens zijn voorganger volledig ingestort. Er was geen PLO-kantoor meer in Washington.
Hij belde echter vier keer met Netanyahu om de 11-daagse raketten-oorlog met een bestand te beëindigen.
Vervolgens zond hij op 25 mei 2021 zijn minister van Buitenlandse Zaken, Antony Blinken, naar Israël, de Palestijnse Gebieden en Jordanië. Hij noemde Netanyahu vier redenen voor zijn komst: (1) om te tonen dat de VS betrokken zijn bij de veiligheid van Israël, (2) om de spanningen op de Westbank en in Jeruzalem te helpen reduceren, (3) om humanitaire bijstand aan de bevolking van de Gazastrook te bieden en bij te dragen aan een herstelplan en (4) om door te gaan met het herstel van de verhouding met het Palestijnse volk en de Palestijnse Nationale Autoriteit.
Hamas mocht van deze inspanningen niet de vruchten plukken. De VS zouden nieuwe antiraket-raketten voor Israëls Iron Dome-afweersysteem doneren en Israël voortdurend consulteren bij de besprekingen met Iran voor een nieuw akkoord over haar nucleair programma. De economische omstandigheden in Palestijns gebied moesten sterk worden verbeterd.

#### Netanyahu steeds openlijker vijandig richting Iran
Medio april 2021 liet de Amerikaanse regering-Biden de regering-Netanyahu enkele malen weten dat zij "moeite had met de recente Israëlische operatie gericht op de Iraanse nucleaire faciliteit in Natanz". Israël had eerder daarover verklaard verantwoordelijk te zijn geweest voor het saboteren van de elektriciteitsvoorziening. De regering-Biden sprak van "een gevaarlijke en in verlegenheid brengende actie". Tevens vroegen de VS Israël zich te onthouden van haar openlijke commentaren in deze, omdat de Amerikaanse poging om tot een nieuwe nucleaire deal met Iran te komen er door gehinderd werd.
In Iran kwamen de voorbije jaren Iraanse atoomgeleerden onder verdachte omstandigheden om het leven. Op 27 november 2020 werd de Iraanse generaal Fakhrizadeh, centraal figuur in het Iraanse kernprogramma, doodgeschoten vanuit een langs zijn dagelijkse route geparkeerde onbemande auto. Het wapen werd op afstand (volgens Iran door Israël via een satelliet) bediend. Daarover gevraagd onthield Israël zich toen van elk commentaar. Met zijn 'Iran-mag-nooit-een-kernwapen-krijgen'-retoriek kreeg Netanyahu oud-president Donald Trump van de VS mee, die in 2018 het met veel moeite (door president Obama en bondgenoten) in 2015 tot stand gebrachte nucleaire akkoord met Iran opzegde. Netanyahu, Trump, Saoedi Arabië en andere soennitische Arabische landen vormden toen een anti-sjiitische anti-Iraanse coalitie.

#### Vaccinatieprogramma tegen COVID-19
Netanyahu gaf op 19 december 2020 het startsignaal van de Israëlische inentingscampagne door zich op 19 december 2020 op televisie als eerste te laten vaccineren tegen corona. Samen met gezondheidsminister Yuli Edelstein kreeg hij het vaccin van Pfizer/BioNTech toegediend in een live-uitzending.
In januari 2021 lijkt het programma op weg een succes te worden. Dat wil zeggen qua aantallen gevaccineerden in verhouding tot het aantal inwoners. Er zijn 2.400.000 Israëliërs ingeënt, 850.000 voor de tweede maal (van de 8,9 miljoen inwoners). Pfizer/BioNtech heeft met Israël een afspraak gemaakt dat ze vaccins leveren (tegen bijna tweemaal de gewone prijs) in ruil voor relevante gegevens. Israël heeft ziekenfondsen, die goede (voor- en na)zorg garanderen en dossiers bijhouden van elke patiënt.
Begin april 2021 hield Pfizer een lading vaccins bestemd voor Israël tegen omdat Israël de vorige levering nog niet betaald had. Er wordt gezegd dat onenigheid tussen Netanyahu en Benny Gantz de oorzaak zou zijn geweest van de betalingsachterstand.
Met ingang van 1 juni 2021 gaat Israël alle coronamaatregelen opschorten, volgens minister Edelstein van Volksgezondheid. Inmiddels zijn de meeste Israëliërs gevaccineerd en er worden nog maar weinig besmettingen geconstateerd (22 mei: 12). Dan kan ook de "groene pas" verdwijnen, waarmee gevaccineerden toegang kregen tot bepaalde evenementen. Wel moeten Israëliërs nog mondkapjes dragen op "openbare plaatsen".

#### Regering Lapid-Bennett tekent zich af
Op zondag 30 mei 2021 tekende een regeringscoalitie zonder Netanyahu zich af, die met 61 Knesset-zetels een nipte meerderheid zou hebben. Tot grote woede van Netanyahu en diens Likoed ("verraad", "kiezersbedrog") besloot ook Naftali Bennett met Yair Lapid in zee te gaan. Zijn Yamina-fractie (d.w.z. 6 van de 7), Yisrael Beiteinu (7), New Hope (6) (alle drie rechts tot zeer rechts), Yesh Atid (Lapid, 17), Blauw en Wit (8) (beide midden), Arbeidspartij (Israël) (7) en Meretz (beide links) hebben samen 57 Knesset-zetels. De vier gedoogzetels die de 61 vol maken komen van het Palestijns-Arabische Ra'am (neemt niet deel aan de coalitie). Een minderheidsregering van nationale eenheid met gedoogsteun dus. Nog niet zolang geleden had Bennett gezegd nooit met Ra'am in zee te zullen gaan. Netanyahu zegde toe als oppositieleider deze coalitie op inhoud te zullen slopen.
Net voor het aflopen van zijn deadline als formateur op 2 juni slaagde Yair Lapid er inderdaad in met 8 partijen tot een regeringsakkoord te komen en kan hij naar de president. Het Arabische Ra'am gaat méédoen. Het zou de eerste keer zijn dat een Palestijns-Arabische partij deel gaat nemen aan een Israëlische regering. Maar eerst moet de Knesset komende week nog haar goedkeuring geven aan deze voorgenomen regering.

### Premier af
Tijdens een zitting van de Knesset op 13 juni 2021 kreeg de regeringscoalitie Lapid-Bennett voldoende stemmen om te mogen gaan regeren. Deze stemming betekende het eind van Benjamin Netanyahu's 12-jarige premierschap. Hij was de langstzittende premier van Israël op dat moment. Hij werd nu leider van de oppositie.
Naftali Bennett werd premier. Hij moest wel nog naar de president voor zijn officiële aanstelling. De afspraak was dat hij de eerste helft van de ambtsperiode als premier zou fungeren en dat Lapid hem dan zou opvolgen.
Netanyahu liet de gebruikelijke fotoceremonie met de nieuwe premier afblazen. Voor de machtsoverdracht trok hij een klein half uur uit. Volgens het Bennett-team was er geen overdracht op papier met de meest recente informatie m.b.t. de verschillende dossiers.
Netanyahu had moeite met de nieuwe situatie. Hij nam bv in de Knesset weer plaats op de stoel van de premier, zodat de voorzitter hem moest manen op de stoel van de leider van de oppositie plaats te nemen. Ook vroeg hij (net als in 1999) 6 weken de tijd om te verhuizen uit de premierswoning. Ten slotte weigert hij de naam van premier Bennett uit te spreken, heeft het liever over "de leugenaar" of "de fraudeur".

## Oppositieleider (2021 - 2022)
Vlak na zijn machtsoverdracht aan Naftali Bennett in het kantoor van de premier sprak hij leiders van de overige oppositiepartijen toe (uitgezonderd de grotendeels Palestijns-Arabische Gezamenlijke Lijst). Hij bezwoer hen dat hij de nieuwe regering, volgens hem "gebaseerd op haat, fraude en machtswellust", ten val zou brengen. Als zij een bloc zouden vormen zou Israël tegen Bennett worden beveiligd.
Dinsdagnacht 6 juli 2021 leed de regering Bennett, mede door stemgedrag van Netanyahu, een nederlaag in de Knesset. Het betrof een debat over de verlenging van de noodwet "Burgerschap en toelating tot het land", die in 2003 tijdens de Tweede Intifada van kracht werd. Toen was er een aanslag gepleegd door een Palestijn van de Westbank die door een huwelijk het Israëlische burgerschap had gekregen en sindsdien moet deze noodwet jaarlijks door de Knesset verlengd worden. Deze wet maakt het onmogelijk voor Israëlische Palestijnen om hun echtegeno(o)t(e) die nog op de Westelijke Jordaanoever of in de Gazastrook woont legaal naar Israël te halen. Dit gebeurt wel illegaal en deze echtparen leven in grote spanning. De stemverhouding was 59-59, met 2 onthoudingen. Linkse Knessetleden (vanwege de aard van de wet) en Netanyahu's Likoed en "religieus rechts"(om de regering-Bennett dwars te zitten) stemden tegen verlenging. Bennett had nog via een compromis geprobeerd Knessetleden over de streep te trekken. Hij ging zover om de wet maar voor een half jaar te verlengen en een 1600 Palestijnen, die al met een (Palestijnse) Israëliër zijn getrouwd, zouden een tijdelijke verblijfsvergunning krijgen. Enkele linkse Knessetleden en twee Arabische stemden nu voor en twee Arabische parlementariërs onthielden zich. Bennett had het debat van tevoren met een referendum vergeleken.
Voor het geval Palestijnen nu een aanvraag voor het Israëlisch burgerschap overwegen, de minister van Binnenlandse Zaken Ayelet Shaked heeft al gezegd haar macht te zullen gebruiken deze te blokkeren.
Zondag 11 juli 2021, even na middernacht, leverde Netanyahu dan eindelijk de ambtswoning aan de Balfourstraat in Jeruzalem leeg op, na 12 jaar resideren.

#### Noodwet-crisis
Op 6 juni 2022 werd door de Knesset de herbekrachtiging van een noodwet afgewezen die voor de Israëlische staat de juridische positie van de Israëlische bewoners van de (niet door het internationaal recht erkende) joodse nederzettingen op de Westbank regelt. In feite worden zij erdoor precies behandeld als hadden zij in Israël zelf gewoond. Deze noodwet moet wel elke 5 jaar worden aangenomen. Juridisch is de Westbank namelijk sinds 1967 bezet gebied en is er een militaire gouverneur die voor het bestuur verantwoordelijk is. Doordat de wet niet werd aangenomen (met 52 voor en 58 tegen) zijn deze Israëlische bewoners juridisch in een vacuüm beland. Staan zij nu onder de militaire gouverneur? Worden zij berecht door een militaire rechtbank?
Netanyahu's Likoed, Shas, Verenigd Torah Jodendom en Nationaal Religieuze Partij wilden de regering Bennett in een crisis storten in de hoop dat minister van justitie Sa'ar (Nieuwe Hoop) zou overstappen naar een door hen te vormen nieuwe coalitie (buiten verkiezingen om). Een lid van Yamina onthield zich, twee leden van Meretz stemden tegen en Mansour Abbas van Ra'am was afwezig.

#### Crisis regering Bennett-Lapid
Op 20 juni maakten Bennett en Lapid tijdens een persconferentie bekend dat zij gingen stoppen als kabinet. Hun kabinet heeft aan de Knesset een wetsvoorstel gedaan om zich te ontbinden en nieuwe verkiezingen uit te schrijven ( de 5e keer in 3,5 jaar tijd). Deze heeft het voorstel in de drie lezingen (rondes) aangenomen en gesteld dat nieuwe verkiezingen worden gehouden op 1 november aanstaande. Lapid gaat vanaf 1 juli fungeren als waarnemend premier. De noodwet die aan Israëlisch-joodse bewoners van de Westbank (C-gebied ) een gelijke juridische status geeft als Israëliërs die binnen Israël zelf wonen en die door de oude Knesset niet op tijd verlengd werd wordt nu automatisch verlengd tot de volgende Knesset zich erover gaat buigen.
Netanyahu sneerde tijdens de laatste zitting over het uitgaande kabinet: ze beloofden verandering en hadden het over heling. Ze faalden. Dat gebeurt er nou als je extreemlinks en nep-rechts bij elkaar stopt! Hij hoopt op een comeback voor een zesde periode als premier hoewel nog steeds een rechtszaak tegen hem loopt. Op dit moment komt hij met zijn Likoed en mogelijke bondgenoten zetels te kort voor een meerderheid.

#### Verkiezingen 25e Knesset
Op 1 november 2022 ging van de Israëlische kiesgerechtigden ongeveer 72% naar de stembus om de 25e Knesset te kiezen. Netanyahu had met zijn Likoed een combinatie gevormd met enkele andere partijen, rechtse religieuze en een ultrarechtse, om de verkiezingen in te gaan als alternatief voor de vorige regering Lapid (-Bennett). Twee dagen later werd officieel bekend gemaakt dat deze combinatie 64 zetels kreeg in de nieuwe Knesset. Dat betekent dat Netanyahu in principe de nieuwe regering mag formeren. Premier Lapid heeft hem gefeliciteerd, succes gewenst bij het formeren (maximaal 28 dagen) en alle medewerking toegezegd voor een soepele machtsoverdracht. De linkse Meretz partij, gematigd zionistisch en met oog voor de belangen van de Palestijnen, haalde de kiesdrempel niet.
In zijn overwinningsspeech benadrukte Netanyahu dat het Israëlische publiek voor "nationale trots en een Joodse staat heeft gestemd". En ook dat het "heel duidelijk is dat de natie een andere weg in wil slaan, eentje met veiligheid en minder kosten voor levensonderhoud".
Na 28 dagen formeren haalde Netanyahu de deadline voor de vorming van een kabinet niet. Hierop kreeg hij 10 dagen extra van president Herzog. Hij krijgt nu tot 22 december de tijd.
Om zijn formeringsbeloften aan beoogde coalitiegenoten gestand te kunnen doen, had Netanyahu enkele wetswijzigingen nodig. Nadat een tijdelijke voorzitter van de Knesset was gekozen: Yariv Levin (Likoed) werd vervolgens door de bevoegde Knesset-commissie het groene licht gegeven om vier wetsvoorstellen, zonder de nodige formaliteiten, die dag, 13 december, in eerste lezing, in stemming te brengen.
Zij werden aangenomen. Een daarvan behelst een amendering van een van Israël's (semiconstitutionele) Basiswetten, waarin gesteld wordt dat iemand die werd veroordeeld tot een voorwaardelijke gevangenisstraf, geen ministerspost mag bekleden. Mocht het wetsvoorstel tot wijziging hiervan het na drie lezingen halen dan zou Shas-leider Arye Dery, beoogd minister, dat nu wel kunnen worden.
In een ander voorgestelde wetswijziging wordt de chef van de politie ondergeordend aan de minister van nationale veiligheid ( beoogd: Itamar Ben-Gvir ) en geeft weer een ander de eveneens als extreemrechts beschouwde Bezalel Smotrich de controle over de Civiele Administratie, Israël's bestuursorgaan over de Palestijnse bevolking op de Westelijke Jordaanoever.
Ook wordt gedacht aan een wetsvoorstel waarin een simpele meerderheid van de Knesset een oordeel van het Hooggerechtshof zou kunnen overrulen.
De procureur-generaal van Israël, Gali Baharav-Miara, waarschuwde enkele dagen later tegen genoemde wetsvoorstellen. Tijdens een conferentie van de universiteit van Haifa zei zij dat deze niet op zichzelf staan."Als ze als geheel worden beschouwd, zeker als ze overhaast worden uitgevoerd in plaats van met een algemene en langetermijnvisie", kunnen ze "het systeem van checks and balances tussen de takken van de regering verstoren". Zelfs dat er een situatie dreigde waarbij Israël „in naam een democratie is, maar niet in essentie”.
Net voor het verstrijken van de verkregen uitstelperiode kon Benjamin Netanyahu in de nacht van woensdag 21 op donderdag 22 december melden dat het hem gelukt was zijn nieuwe – zesde – kabinet te formeren. Volgens commentatoren was dit niet alleen het meest rechtse kabinet dat hij ooit had geleid, maar zelfs uit de geschiedenis van Israël. Uiterlijk 2 januari 2023 zou het beëdigd worden. Het werd donderdag 29 december 2022.

## Premierschap 2022 - heden (kabinet-Netanyahu VI)
Op 29 december 2022 werd het 6e kabinet-Netanyahu in de Knesset beëdigd. Het steunt op de partijen Likoed, Shas, Verenigd Thora-Jodendom, Religieus-Zionistische Partij, Otsma Jehudit en Noam. Veertien kabinetsleden zijn kolonisten.
Na de beëdiging gaf het Witte Huis een verklaring van de Amerikaanse president Joe Biden uit. Deze zei daarin uit te zien samen te werken met Netanyahu, die hij een vriend van decennia noemde, maar ook dat zijn regering door zou gaan met het toewerken naar een Tweestatenoplossing en zich teweer zou stellen tegen elke Israëlische politiek die de levensvatbaarheid daarvan in gevaar zou brengen of in tegenspraak zou zijn met wederzijdse belangen en waarden.

#### VN wil advies van het Internationaal Gerechtshof
Vrijdagavond 30 december 2022 stemde een meerderheid van de leden van de Algemene Vergadering van de Verenigde Naties om het Internationaal Gerechtshof om advies (niet bindend) te vragen over de langdurige bezetting door Israël van de Westelijke Jordaanoever en Oost-Jeruzalem en of deze niet geleidelijk de facto annexatie is geworden. Premier Netanyahu reageerde woedend op dit volgens hem "verachtelijke besluit": "het Joodse volk is geen bezetter van eigen grondgebied (...) en geen VN-resolutie kan die historische waarheid verdraaien."

#### Kabinetscrisis afgewend
Medio januari 2023 oordeelde het Israëlische hooggerechtshof dat de benoeming van Aryeh Deri van Shas als minister "extreem onredelijk was", omdat hij door een rechtbank (voorwaardelijk) veroordeeld was en daarbij beloofd had zich uit de politiek terug te trekken. Deze liet echter weten niet van plan te zijn om op te stappen. Zijn partij, Shas, dreigde uit de coalitie te stappen als Netanyahu gevolg zou geven aan dit oordeel.
Maar zondag 22 januari bleek dat Netanyahu Deri toch zijn ontslag had gegeven en dat Shas in de coalitie bleef. Al enkele zaterdagen hadden overigens tachtig- à honderdduizend Israëliërs (onder wie Yair Lapid) gedemonstreerd tegen wat zij zien als verzwakking van het rechtssysteem van het land door de premier.

#### Israël verdeeld
De eerste maanden van Netanyahu's zesde termijn stonden in het teken van hervormingen in de rechterlijke macht, die veel kritiek opleverden. Critici benadrukten de negatieve effecten die het zou hebben op de scheiding der machten, het kantoor van de procureur-generaal, de economie, de volksgezondheid, vrouwen en minderheden, de rechten van werknemers, wetenschappelijk onderzoek, de algehele kracht van de Israëlische democratie en zijn buitenlandse betrekkingen. Elke week waren er zeer grote demonstraties waarin verontruste Israëliërs de straat opgingen om te demonstreren tegen wat zij zagen als Netanyahu's ondermijning van de Israëlische democratie. De demonstraties en de verdeeldheid zouden aanzienlijk plaatsmaken voor oorlogseensgezindheid na de terreurdaden van Hamas-leden na de verrassingsinval van 7 oktober in de komende herfst.

#### Meer nederzettingen en buitenposten
In februari 2023 keurde de regering Netanyahu de legalisatie van negen illegale buitenposten van kolonisten op de bezette Westelijke Jordaanoever goed. Minister van Financiën Bezalel Smotrich nam de leiding over het grootste deel van het civiele bestuur op de Westelijke Jordaanoever. Israëlische vredesgroepen veroordeelden de stap als de jure annexatie van bezette gebieden.
In juni 2023 verkortte de coalitie van Netanyahu de procedure voor het goedkeuren van de bouw van nederzettingen en gaf minister van Financiën Smotrich de bevoegdheid om een van de fasen goed te keuren, waardoor het systeem dat de afgelopen 27 jaar werkte, werd gewijzigd. In de eerste zes maanden werd de bouw van 13.000 woningen in nederzettingen bijna drie keer zo hoog als in heel 2022. In maart 2023 had de regering van Netanyahu een wet uit 2005 ingetrokken waarbij vier Israëlische nederzettingen, Homesh, Sa-Nur, Ganim en Kadim, werden ontmanteld als onderdeel van de Israëlische terugtrekking uit Gaza. In juni 2023 verkortte de coalitie van Netanyahu de procedure voor het goedkeuren van de bouw van nederzettingen en gaf minister van Financiën Smotrich de bevoegdheid om een van de fasen goed te keuren, waardoor het systeem dat de afgelopen 27 jaar werkte, werd gewijzigd.

#### Oekraïne
Israël weigerde dodelijke wapens naar Oekraïne te sturen. In juni 2023 zei Netanyahu dat Israël zich zorgen maakt "over de mogelijkheid dat systemen die we aan Oekraïne zouden geven in Iraanse handen zouden vallen en we dan zouden worden geconfronteerd met Israëlische wapensystemen die tegen Israël worden gebruikt."

#### Oorlog Hamas-Israël
Op 7 oktober 2023, nadat Palestijnse militanten van Hamas uit Gaza een grote verrassingsaanval hadden gelanceerd, waarbij zij het afscheidingshek met Israël op meerdere plaatsen hadden doorbroken en aanslagen gepleegd op een muziekfestival en in nabijgelegen kibboetsen (bv Kfar Aza en Be'eri) en meer dan 200 personen (volgens het Israëlische leger) hadden ontvoerd naar Gaza, voor zij konden worden verdreven of uitgeschakeld, kondigde Netanyahu aan dat Israël in staat van oorlog was met Hamas. Hij dreigde "alle plaatsen waar Hamas is georganiseerd en zich verschuilt in ruine-steden" te veranderen. Hij noemde Gaza "de stad van het kwaad". 
Later stelde hij voor dat oppositiepartijen Yesh Atid en Nationale Eenheid een noodregering van nationale eenheid zouden aangaan, dit nadat oppositieleider Lapid er bij Nethanyahu op had aangedrongen "onze verschillen opzij te zetten en een noodregering te vormen, een klein, professioneel oorlogskabinet." Hetgeen geschiedde.
In november 2024 vaardigde het Internationaal Strafhof in Den Haag een arrestatiebevel uit tegen de Israëlische premier Benjamin Netanyahu vanwege oorlogsmisdaden en misdaden tegen de menselijkheid [...] in de Gaza-oorlog.

## Hervorming van het rechtssysteem
Het kabinet-Netanyahu heeft een begin gemaakt met het hervormen van het rechtssysteem (eng.:judicial overhaul) "om de democratie te bevorderen". Dit heeft geleid tot een periode van inmiddels zeven maanden waarin tijdens de weekenden in het land demonstraties werden gehouden met tienduizenden en ook wel honderdduizenden deelnemers, die een proces vrezen waarin de democratie wordt veranderd in een autocratie. Meer dan 10.000 reservisten dreigden hun legerdienst te staken.

#### Wetswijziging Basiswet "Het rechtssysteem"
Maandag 24 juli 2023 werd dan in 2e en 3e (laatste) lezing een wetswijziging (in Basiswet "Het rechtssysteem" (1984), amendement 4 , sectie 15) aangenomen in de Knesset (met 64 stemmen voor en 0 tegen (tegenstanders ervan hadden uit protest de zaal verlaten)) die inhoudt dat het hooggerechtshof niet langer beslissingen van een regering mag terugdraaien als het deze "onredelijk" acht.

#### De wet op "Seksueel Terrorisme"
De wet op "seksuele misdaden met een nationalistisch motief", die 30 juli 2023 definitief werd aangenomen door 39 parlementsleden tegen zeven (waarvan 6 Palestijnse), richt zich feitelijk alleen op Palestijnse burgers van Israël die Joodse vrouwen seksueel hebben misbruikt of lastiggevallen: omdat er sprake moet zijn van een als "nationalistisch" te beschouwen motief.
Straffen kunnen door de wet worden verdubbeld, waarbij de maximale straf tevoren 16 jaar was.
Het wetsvoorstel werd ingediend door een belangrijk deel van de regering van premier Benjamin Netanyahu, de extreemrechtse "Joodse macht"-partij en een factie van de oppositie, Yisrael Beiteinu. Tegenstanders van de wet noemen deze racistisch.

## Politieke stijl
De wijze waarop Benjamin Netanyahu politiek bedrijft heeft Amerikaanse trekken. Zowel zijn politieke stijl als zijn ideologie is vergelijkbaar met die van andere conservatief-liberale politici, zoals Margaret Thatcher en Jair Bolsonaro. Daarbij komt dat hij vaak benadrukt dat Israël door veel landen bedreigd wordt en dat de meeste omringende staten Israël van de kaart willen vegen.
Hij richt zich het liefst direct tot het volk. Hij is kritisch op veel media-instellingen, zoals hij ook in de overwinningsspeech zei waarin hij claimde de verkiezingen van 2019 te hebben gewonnen.
Omdat hij zich graag direct tot het volk richt, was hij een van de eerste politieke leiders met een eigen website. Hij is erg kritisch op links en de linkse media, en profileert zich als vertegenwoordiger van de gewone burger. Hij onderhoudt goede betrekkingen met andere conservatief-liberale en populistische politieke leiders als VS-president Donald Trump, Russisch president Vladimir Poetin, de Hongaar Viktor Orban en de Braziliaanse ex-president Jair Bolsonaro. De eerste buitenlandse reis van de laatstgenoemde was naar Israël.
The Economist noemde hem een populist en een demagoog. Gil Yaron noemt hem in een artikel in Die Welt ook een meesterlijk populist, maar noemt dat een masker waarachter een bekwaam diplomaat en ervaren regeringsleider schuilgaat.
Ook in een artikel in het gerenommeerde tijdschrift Foreign Policy wordt hij getypeerd als populist. Ten slotte door Daniel Blatman, Holocaust-historicus en hoogleraar aan de Hebreeuwse Universiteit in Jeruzalem.

### Rechtszaak
Op 21 november 2019 werd Netanyahu officieel in staat van beschuldiging gesteld door procureur-generaal Avichai Mandelblit. De aanklacht luidde omkoping, fraude en vertrouwensbreuk. Het betrof zaken die bekendstaan als de zaken 4000, 2000 en 1000 (in volgorde van zwaarte). Oppositieleider Gantz sprak van "een verdrietige dag voor het land".
Het is voor het eerst in de geschiedenis van de staat Israël dat een zittende premier door een openbaar aanklager in staat van beschuldiging wordt gesteld.
Tijdens de persconferentie later op de dag verklaarde Netanyahu dat het hier ging om "een poging tot staatsgreep tegen een waarnemende premier". Dat dit juist hem overkwam, die zijn hele leven voor de staat Israël zou hebben gegeven, toonde volgens hem aan dat er iets mis is met het rechtssysteem van het land. Hij vroeg dan ook om een onafhankelijk onderzoek naar de onderzoekers en de openbare aanklager. Verder gaf hij aan in functie te blijven.
Op 12 februari 2020 werden de namen bekendgemaakt van de drie rechters die de rechtbank zullen vormen die zich over de zaak zullen buigen.
In de tweede helft van februari 2020 bleek dat Netanyahu opdracht had gegeven te onderzoeken of Mandelblit onwettig gehandeld had in de Harpaz-affaire. Daartoe zou het geheime juridisch dossier daarvan (over de opvolging van de toenmalige stafchef Gabi Ashkenasi in 2011), waar Mandelblit als toenmalig advocaat-generaal van het leger een rol in gespeeld had, openbaar gemaakt moeten worden.
Op 9 maart 2020 berichtten de media dat de advocaten van Netanyahu om een uitstel van 45 dagen hadden gevraagd van het proces, dat op 17 maart zou beginnen. Zij zeiden nog niet over alle benodigde stukken te beschikken. Donderdag 12 maart verklaarde Amir Ohana, door Netanyahu aangesteld als interim-minister van Justitie, bevoegd te zijn alle niet-urgente processen voor de rechtbank uit te stellen mocht dat in verband met de COVID-19-uitbraak nodig zijn. De zondag daarop, 15 maart, werd bekendgemaakt dat het proces betreffende de zaak-Netanyahu, zou worden uitgesteld tot 24 mei.
Zondag 24 mei 2020 was de eerste zitting van de districtsrechtbank van Jeruzalem. Netanyahu wordt verdacht van corruptie. Hij kreeg geen toestemming om weg te blijven van de voorzittend rechter Rivka Feldman-Friedman. Het laatste bezwaar dat hij had gemaakt, was dat de tijdens de coronacrisis verplichte maatregel om afstand te houden niet mogelijk zou blijken in de rechtszaal. Het enige wat men hem tijdens de zitting hoorde zeggen was zijn naam. Zijn advocaten bedongen verdagen van het proces tot - volgens de The Jerusalem Post - 19 juli 2020 om de bewijsstukken te kunnen bestuderen. Daarna is zijn aanwezigheid tijdens zittingen tot nader orde niet nodig.
Eind november 2020 kwamen de advocaten met hun verweer vervat in een dik pak papier: volgens hen heeft justitie de beschuldigingen gecreëerd en heeft ze bij haar onderzoek herhaaldelijk onwettig gehandeld. Daarom verzochten zij de rechtbank de zaak tegen de premier te beëindigen.
Op 8 januari 2021 maakte de rechtbank van Jeruzalem bekend dat de rechtszaak voor onbepaalde tijd wordt uitgesteld i.v.m. de lockdown en het grote aantal deelnemers (de aanklagers hebben meer dan 300 getuigen opgeroepen). Daags daarna maakte de districtsrechtbank van Jeruzalem bekend dat het proces op 8 februari zal worden voortgezet. Netanyahu zal dan voor de rechters moeten verschijnen.
Maandagochtend 5 april 2021 verscheen hij weer voor de rechtbank voor het begin van de bewijsfase van het proces. Hoofdaanklager Liat Ben-Ari beschuldigde de premier van machtsmisbruik teneinde gunsten te ontvangen en de voortzetting van zijn bewind te verzekeren. Netanyahu kreeg toestemming de rechtbank nog tijdens het verhoor van de eerste getuige Ilan Yeshua te verlaten. Yeshua is de voormalig CEO van het Walla-nieuwscentrum en staat centraal in de zaak die "Zaak 4000" wordt genoemd.
Medio september kwamen Haim Giron en zijn vrouw om toen hun privévliegtuig neerstortte bij het Griekse eiland Samos. Zij waren vertrokken vanaf Haifa en op weg naar dit eiland. Giron was voormalig topman bij het Israëlische Ministerie van Communicatie. Hij was getuige in een rechtszaak tegen Netanyahu. De Griekse onderzoeksraad van vliegtuigongelukken en vliegveiligheid meldde dat een lokale visser getuige was geweest van de crash en een luide en een minder luide explosie gehoord.
Begin 2022 berichtten Israëlische media dat Netanyahu met procureur-generaal Mandelblit aan het onderhandelen was. Er zou sprake zijn van een deal waarbij hij zich op twee punten schuldig verklaart aan vertrouwensbreuk. Daarop staat een voorwaardelijke gevangenisstraf en een taakstraf. Maar Mandelblit zou ook willen dat Netanyahu "immoreel gedrag" toegeeft. Dat is een groot obstakel voor Netanyahu omdat hij zich dan zeven jaar buiten de politiek moet houden. Daarmee zou er gezien zijn leeftijd zeer waarschijnlijk een einde komen aan zijn politieke carrière.

### Financieel

#### Buitenlandse private en politieke kapitaalsdonoren
Uit onderzoek van de Israëlische krant Haaretz is gebleken dat in de periode tussen 2006 en 2013 buitenlandse private maatschappijen en groepen geld gedoneerd hebben aan de in Israël als NGO geregistreerde rechts-politieke organisatie Elad, en aan zionistische organisaties of aan premier Benjamin Netanyahu. De donaties kwamen van maatschappijen, geregistreerd in belastingparadijzen als de Bahama's, de Maagdeneilanden en de Seychellen. Het is onduidelijk wie daarachter zitten of ze besturen. Ook is een maatschappij gelinkt aan de Russische miljardair Roman Abramovich, voormalig eigenaar van Chelsea FC.

#### Persoonlijke uitgaven
Netanyahu en zijn vrouw Sara Netanyahu worden bekritiseerd vanwege hun hoge uitgaven aan luxe. Voor Netanyahu's vijf dagen durende bezoek aan de Verenigde Naties in New York in 2015 liepen zijn uitgaven op tot $ 541.886. Zijn bureau probeerde dit uit de publiciteit te houden.
Tegen Sara Netanyahu, die in een aantal rechtszaken verwikkeld is, is begin 2016 een onderzoek gestart naar misbruik van publieke fondsen om luxe artikelen in een privéhuis te betalen.
Bij een vooronderzoek in 2016 naar vermeende corruptie door premier Netanyahu werd tegelijkertijd onderzoek gedaan naar de dure geschenken die zijn vrouw ontving van buitenlandse zakenlieden tijdens buitenlandse reizen.

### Schandalen
Tijdens Netanyahu's politieke carrière zijn hij en zijn vrouw Sara verwikkeld geweest in een aantal schandalen. Beginnend bij de laatste:
- Case 4000: Netanyahu zou een aantal besluiten genomen hebben in het voordeel van Shaul Elovitch. Die leidt Israëls grootste telecombedrijf Bezeq en de website Walla News. Vertrouwelingen van de premier zouden binnen de overheid gunsten hebben verleend aan het telecombedrijf, in ruil voor positieve berichtgeving over de familie Netanyahu.[210]
- Case 2000: Netanyahu wordt ervan verdacht de uitgever van de Israëlische krant Yediot Ahronot omgekocht te hebben.[211]
- Case 1000: De Israëlische premier zou champagne, sigaren en andere dure cadeaus hebben gekregen van rijke vrienden in ruil voor gunstig beleid.[211]
- Bottle-gate: Sara Netanyahu zou zich duizenden sjekel toegeëigend hebben aan statiegeld dat aan de staat toekwam.[212]
- Pig-gate en shrimp-gate: Netanyahu's eetgewoonten in openbare restaurants in 2014 in de Verenigde Staten met donoren werden in de ultraorthodoxe joodse pers afgekeurd.
- 'Bibi-Tours': Een ontwerprapport van de toezichthouder van de staat vermeldt dat, wanneer Netanyahu optreedt als Israëls eerste minister, organisaties en privépersonen met diverse relaties met de minister van Financiën en/of Israëls economie zijn buitenlandse reizen betalen.
- Maart 2014: Netanyahu's voormalige huismanager diende een aanklacht in en vroeg 1 miljoen sjekel als compensatie voor vernederingen, racistische opmerkingen en kwade grillen van Sara. Hij zei ook dat hij niet voor zijn werk betaald kreeg.
- Voor een bezoek aan de begrafenis van Margaret Thatcher kreeg het kantoor van de premier een extra nota van 500.000 sjekel voor de accommodatie van de slaapsuite in het vliegtuig. In 2012 hadden drie residenties van de premier 1 miljoen dollar aan publiek geld gekost.
- In februari 2013 had premier Netanyahu een door de staat gefinancierd contract van 10.000 shekel per jaar voor ijs op zijn officiële residentie ingetrokken.
- Een voormalig stafchef van Netanyahu bekende in 2012 dat hij een werknemer van het kantoor van de premier 'onfatsoenlijk' had gefotografeerd, waarna hij gedwongen werd ontslag te nemen.
- In 2010 spande een hulp van Sara een proces tegen haar aan, waarin ze 300.000 sjekel compensatie vroeg voor onder meer niet-betaald loon. Op de avond van Pesach moest zij naar het huis van de Netanyahu's gaan om de was te doen, maar kreeg daarvoor niet extra betaald. Zij kreeg bijval van een voormalige hulp die in 1990 voor Sara werkte. Een maand later eiste een andere ex-huishoudster nog een compensatie van 40.000 sjekel.
- Bar-On in Hebron: In 1997 benoemde Netanyahu Bar-On tot procureur-generaal in Hebron, die door de Shas-politicus Aryeh Deri naar voren was geschoven met het oog op een gunstige behandeling van de aanklachten tegen zijn corruptiepraktijken. Bovendien zou Shas Netanyahu dan helpen om te stemmen voor het controversiële Hebron-Protocol. Bar-On trok zich na een dag terug. Geen van de andere personen in de zaak werd aangeklaagd door de zittende procureur-generaal Elyakim Rubinstein.
- Bibigate: Netanyahu's eerste grote schandaal in zijn politieke carrière dook op in 1993 toen hij op de televisie bekende een buitenechtelijke affaire gehad te hebben met Ruth Bar, een media-adviseur. Netanyahu beweerde dat hij door een onbekend persoon hiermee gechanteerd werd om zich als kandidaat voor het leiderschap van Likoed terug te trekken. Netanyahu had daarvoor al meerdere buitenechtelijke affaires gehad.
- State Gifts-gate: Het kantoor van zijn opvolger Bennett vroeg hem de staatsgeschenken die hij in ontvangst had genomen (bv. een glazen kistje met goudbeslag (van Obama), een antieke bijbel (van Poetin)) in te leveren. Volgens de juridisch adviseur zijn deze eigendom van de staat. Netanyahu zei niet te weten waar ze zich bevonden. Na een eerdere regeringsperiode had al eens iets dergelijks gespeeld, maar men had de zaak toen laten rusten wegens gebrek aan bewijs.[213]

## Privéleven
Netanyahu's eerste huwelijk was met Miriam Weizman (Micky), met wie hij in 1978 een dochter kreeg. Hij had haar leren kennen terwijl zij dicht bij elkaar woonden in Jeruzalem. Hij woonde daar tijdens zijn militaire diensttijd. Ook zij voltooide haar militaire dienst en haalde een graad in de scheikunde aan de Hebreeuwse universiteit. In 1972 gingen zij samen naar de VS. Zij ging studeren op Brandeis University, hij ging naar MIT en Harvard. Zij traden in het huwelijk. Een affaire met de Britse niet-Joodse Fleur Cates in 1978 betekende het einde van zijn huwelijk.
Zijn tweede huwelijk was met deze Miss Cates, die daartoe tot het jodendom overging. De scheiding met haar werd bevestigd in 1984.
In 1991 trouwde hij met zijn derde vrouw, Sara Ben-Artzi. Zij was destijds stewardess bij El Al en zou Netanyahu hebben leren kennen op luchthaven Schiphol. Samen hebben ze twee zoons.

## Trivia
- Naast David Ben-Goerion (de eerste premier) is Benjamin Netanyahu de enige premier van Israël die nooit een ministerpost bezet had voordat hij minister-president werd. Wel was hij onderminister, achtereenvolgens van Buitenlandse Zaken en in het ministerie van de minister-president (Algemene Zaken).
- In de pers en onder zijn aanhangers wordt hij soms Bibi, Koning (van Israël) Bibi, Mister Security of de Tovenaar (the Magician) genoemd. Die laatste naam omdat hij op schijnbaar onnavolgbare wijze telkens weer premier van Israël zou weten te worden en te blijven.
- Voor oktober 2018 had hij een geheime ontmoeting afgesproken met de - ongehuwde - leider van Oman. Hij zou alleen gaan met een kleine groep adviseurs. Het was de eerste ontmoeting op dit niveau in de regio sinds twintig jaar. Hoewel dit ook tegen het protocol was, wilde zijn vrouw Sara per se meegaan. Netanyahu vroeg ten slotte de Mossad haar dit uit het hoofd te praten, wat echter niet mocht baten.[215]

### Over Netanyahu
- BIBI, The Turbulent Life and Times of Benjamin Netanyahu. Anshel Pfeffer, 2018, Basics Books, New York

## Documentaires
- King Bibi Netanyahu, Dan Shadur, 2018
- The Bibi Files, Alexis Bloom (2024)[216]